# Liste der Biografien/Barb
Liste der Biografien |
Portal Biografien |
Personensuche
# |
A |
B |
C |
D |
E |
F |
G |
H |
I |
J |
K |
L |
M |
N |
O |
P |
Q |
R |
S |
T |
U |
V |
W |
X |
Y |
Z |
?
 
Ba |
Be |
Bd |
Bg |
Bh |
Bi |
Bj |
Bl |
Bm |
Bn |
Bo |
Br |
Bs |
Bu |
Bw |
By |
Bz
 
Baa |
Bab |
Bac |
Bad |
Bae |
Baf |
Bag |
Bah |
Bai |
Baj |
Bak |
Bal |
Bam |
Ban |
Bao |
Bap |
Baq |
Bar |
Bas |
Bat |
Bau |
Bav |
Baw |
Bax–Baz
 
Bara |
Barb |
Barc |
Bard |
Bare |
Barf |
Barg |
Barh |
Bari |
Barj |
Bark |
Barl |
Barm |
Barn |
Baro |
Barp |
Barq |
Barr |
Bars |
Bart |
Baru |
Barv |
Barw |
Bary |
Barz
Die Liste der Biografien führt alle Personen auf, die in der deutschsprachigen Wikipedia einen Artikel haben. Dieses ist eine Teilliste mit 582 Einträgen von Personen, deren Namen mit den Buchstaben „Barb“ beginnt.

## Barb

### Barba
- Barba González, Silvano (1895–1967), mexikanischer Politiker
- Barba i Balansó, Anselm (1848–1883), katalanischer Komponist, Organist und Musikpädagoge
- Barba Jacob, Porfirio (1883–1942), kolumbianischer Schriftsteller
- Barba, Álvaro (* 1984), spanischer Rennfahrer
- Barba, Alvaro Alonso (* 1569), spanischer Bergbaufachmann und Geistlicher
- Barba, Beatriz (1928–2021), mexikanische Anthropologin und Archäologin
- Barba, Carlos (* 1953), mexikanischer Fußballspieler
- Barba, Eric, US-amerikanischer Spezialeffektkünstler
- Barba, Eugenio (* 1936), italienisch-dänischer Autor und Theaterregisseur
- Barba, Federico (* 1993), italienischer Fußballspieler
- Barba, Francisco (* 1953), mexikanischer Fußballspieler
- Barba, Gabriel Bernardo (* 1964), argentinischer Geistlicher und römisch-katholischer Bischof von San Luis
- Barba, Javier (* 1943), mexikanischer Fußballspieler
- Barba, Leonardo (1949–2018), mexikanischer Fußballspieler
- Barba, Leopoldo (* 1941), mexikanischer Fußballspieler
- Barba, Marco (* 1985), spanischer Automobilrennfahrer
- Barba, Meche (1922–2000), mexikanische Schauspielerin und Tänzerin
- Barba, Norberto (* 1963), US-amerikanischer Regisseur und Kameramann
- Barba, Rosa (* 1972), italienische Künstlerin
- Barba, Salvador, mexikanischer Fußballspieler
- Barba, Vana (* 1966), griechische Schauspielerin und Model
- Barbachano Ponce, Manuel (1925–1994), mexikanischer Regisseur, Drehbuchautor und Filmproduzent
- Barbacid, Mariano (* 1949), spanischer Biologe und Krebsforscher
- Barbaczy, Joseph († 1825), österreichischer Generalmajor
- Bārbad, iranischer Musiker und Dichter
- Barbadillo, Gerónimo (* 1952), peruanischer Fußballspieler
- Barbadillo, Manuel (1929–2003), spanischer Maler und Computerkünstler
- Barbag, Seweryn (1891–1944), polnischer Komponist, Musikwissenschaftler und -pädagoge
- Barbagallo, Corrado (1877–1952), italienischer Wirtschaftshistoriker
- Barbagallo, Giovanni (* 1952), italienischer Politiker (Partito Democratico), MdEP
- Barbagelata, Cinzia, italienische Violinistin, Dirigentin und Musikpädagogin
- Barbahārī, al- († 941), bedeutender Rechtsgelehrter der hanbalitischen Rechtsschule in Bagdad, Jurist, Traditionalist und Prediger (Wāʿiẓ), Autor
- Barbaja, Domenico (1778–1841), italienischer Impresario und Opernintendant
- Barbakadse, Dato (* 1966), georgischer Schriftsteller, Dichter, Essayist und Übersetzer
- Barbakoff, Tatjana (1899–1944), TänzerinTatjana Barbakoff (1899–1944)

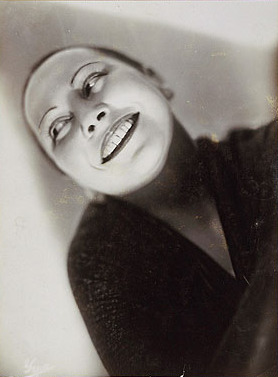
Tatjana Barbakoff (1899–1944)

- Barbakow, Jewgeni Alexandrowitsch (* 1954), sowjetischer Ruderer
- Barbal, Maria (* 1949), katalanische Schriftstellerin
- Barbălată, Mirela (* 1967), rumänische Kunstturnerin
- Barbalonga, Antonio (1600–1649), italienischer Maler des Barock
- Barbán, Daísnel (* 2003), kubanischer Leichtathlet
- Barbançon Mestre, Morgan (* 1992), französisch-spanische Dressurreiterin
- Barbanègre, Joseph (1772–1830), französischer Général de brigade in der Ära Napoleon
- Barbano, Adriano (1923–1985), italienischer Filmregisseur und Dokumentarfilmer
- Barbanti, Sergio (* 1957), italienischer Diplomat
- Barbara, Streetart- und Aktionskünstlerin
- Barbara (1930–1997), französische Chansonnière, Liedtexterin und Komponistin
- Bárbara (* 1988), brasilianische Fußballspielerin
- Barbara Aleksandrówna, kiewer Prinzessin und masowische Herzogin
- Barbara Gonzaga (1455–1503), Ehefrau des Herzogs Eberhard I. von Württemberg und Teck
- Barbára Sól Gísladóttir (* 2001), isländische Fußballspielerin
- Barbara Sophia von Brandenburg (1584–1636), durch Heirat Herzogin und Regentin von Württemberg
- Barbara von Absberg, Äbtissin von Obermünster
- Barbara von Bayern (1454–1472), bayerische Prinzessin und Klarissin
- Barbara von Brandenburg (1422–1481), Markgräfin von Mantua
- Barbara von Brandenburg (1464–1515), Herzogin von Glogau, Königin von Böhmen
- Barbara von Brandenburg (1527–1595), Herzogin von Brieg
- Barbara von Brandenburg-Ansbach-Kulmbach (1495–1552), Prinzessin von Brandenburg-Ansbach, durch Heirat Landgräfin von Leuchtenberg
- Barbara von Cilli († 1451), zweite Frau des Kaisers Sigismund von Luxemburg
- Barbara von Gützkow († 1326), Äbtissin des Klosters Krummin
- Barbara von Hessen (1536–1597), Gräfin von Württemberg-Mömpelgard und Gräfin von Waldeck
- Barbara von Nikomedien, christliche Jungfrau, Märtyrin und HeiligeBarbara von Nikomedien

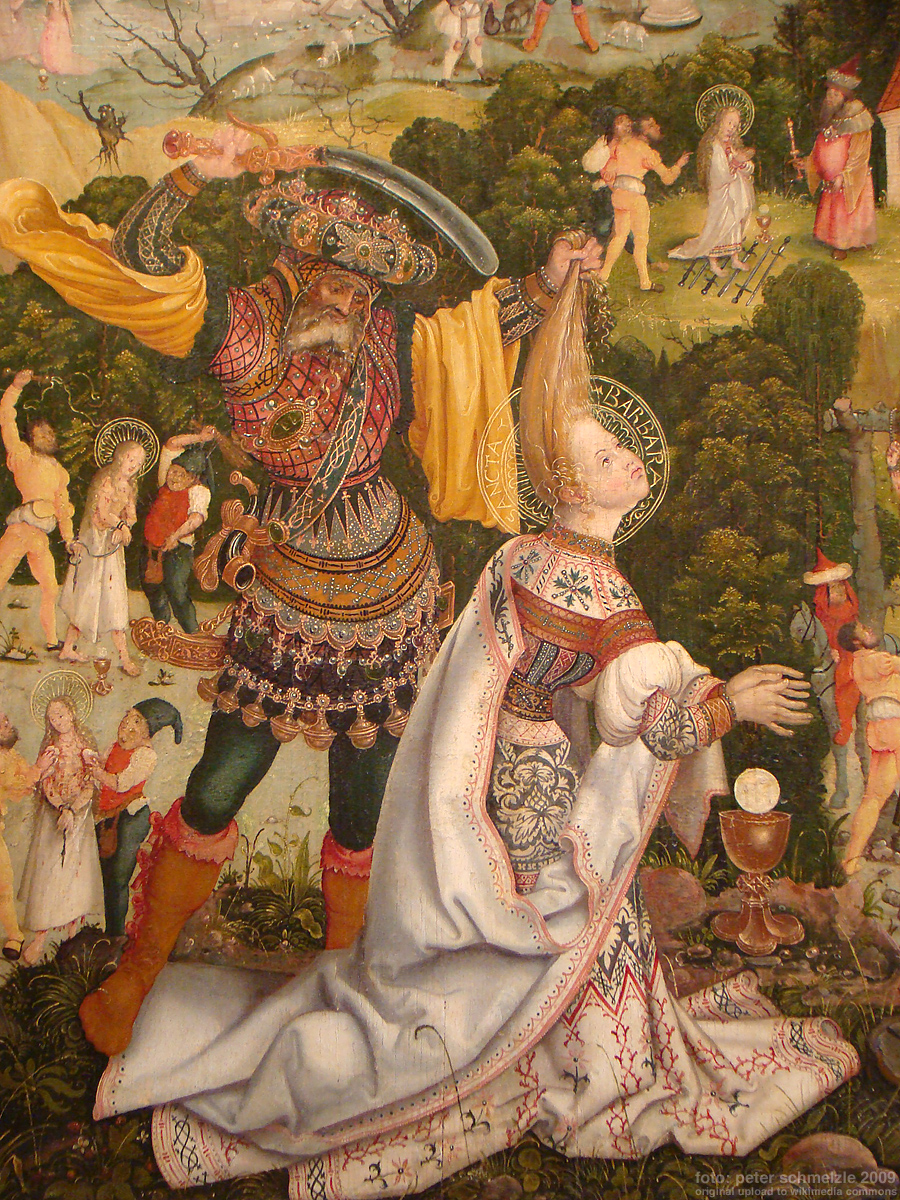
Barbara von Nikomedien

- Barbara von Österreich (1539–1572), Erzherzogin von Österreich, Herzogin von Ferrara
- Barbara von Pfalz-Zweibrücken-Neuburg (1559–1618), Pfalzgräfin von Pfalz-Zweibrücken, durch Heirat Gräfin zu Oettingen-Oettingen
- Barbara von Polen (1478–1534), Prinzessin von Polen, Herzogin von SachsenBarbara von Polen (1478–1534)

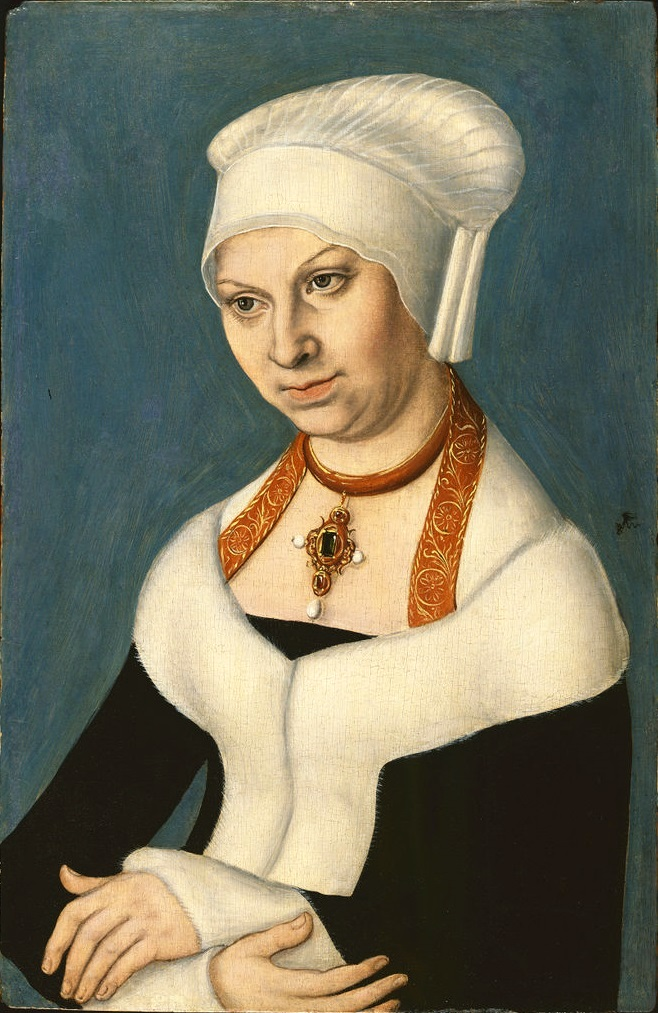
Barbara von Polen (1478–1534)

- Barbara von Sachsen-Wittenberg (1405–1465), deutsche Adlige, Frau des Markgrafen Johann von Brandenburg-Kulmbach, Mutter der dänischen Königin Dorothea
- Barbara von Trüllerey († 1525), Äbtissin des Klosters Schänis
- Barbara, Agatha (1923–2002), maltesische Politikerin, Präsidentin von Malta
- Bárbara, Ana (* 1971), mexikanische Sängerin
- Barbara, Bernard (* 1942), französischer Physiker
- Barbara, Charles (1817–1866), französischer Schriftsteller
- Barbara, Emanuel (1949–2018), maltesischer Ordensgeistlicher, römisch-katholischer Bischof von Malindi
- Barbara, Etienne (* 1982), maltesischer Fußballspieler
- Barbara, Joseph (1905–1959), italienisch-amerikanischer Mobster
- Barbara, Paola (1912–1989), italienische Schauspielerin
- Barbara, Serge (* 1973), französischer Radrennfahrer
- Barbarani, Berto (1872–1945), italienischer Journalist und Schriftsteller
- Barbaras, Renaud (* 1955), französischer Phänomenologe
- Barbarash, Ernie (* 1968), sowjetisch-US-amerikanischer Filmregisseur, Drehbuchautor und Filmproduzent
- Barbareschi, Luca (* 1956), uruguayisch-italienischer Film- und Theaterschauspieler, sowie Filmproduzent, Drehbuchautor und Filmregisseur
- Barbarez, Sergej (* 1971), bosnisch-herzegowinischer FußballspielerSergej Barbarez (* 1971)

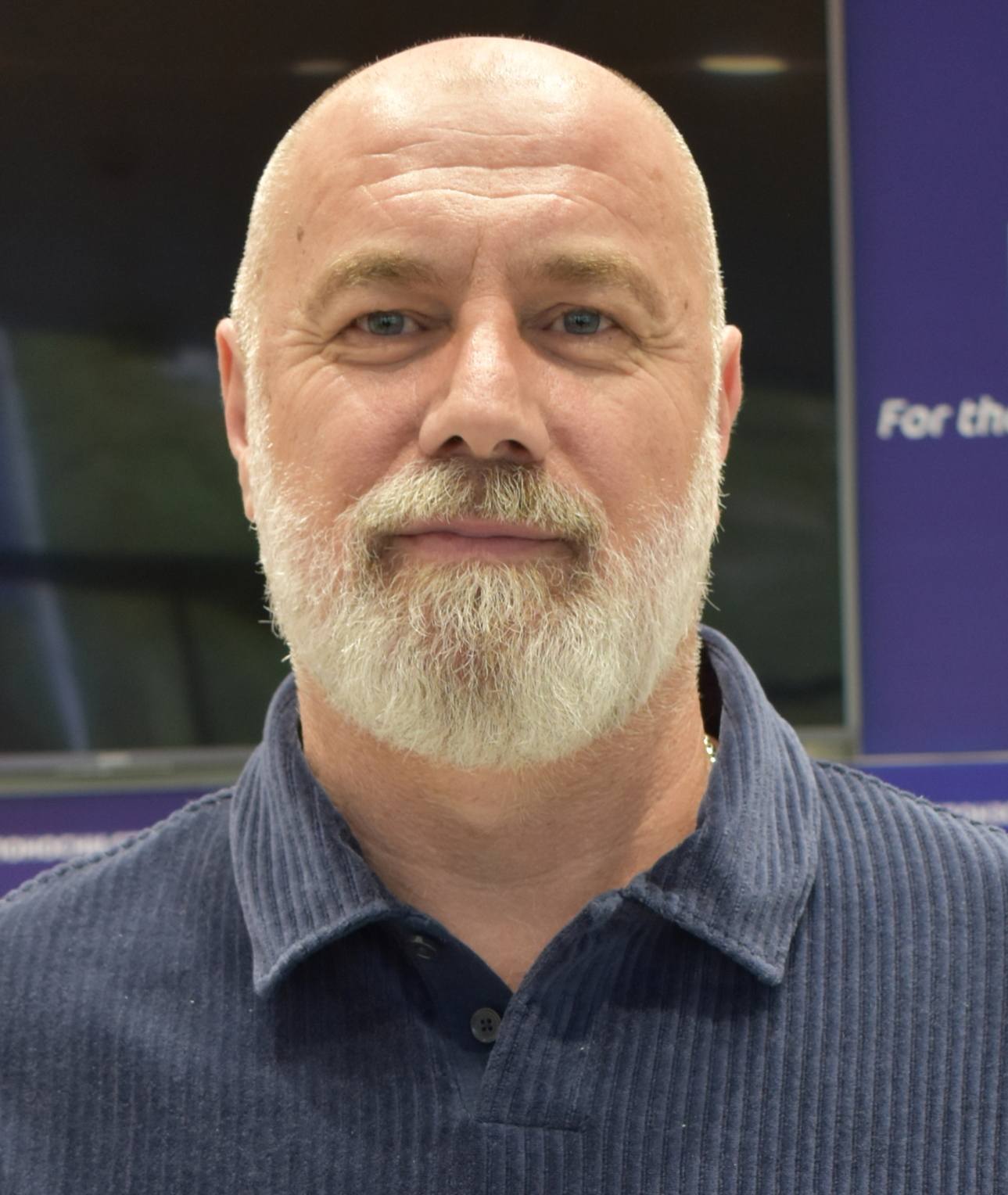
Sergej Barbarez (* 1971)

- Barbari, Adil (* 1993), algerischer Straßenradrennfahrer
- Barbari, Jacopo de’, italienischer Maler und Kupferstecher
- Barbarić, Ivica (* 1962), kroatischer Fußballspieler und -trainer
- Barbarić, Slavko (1946–2000), kroatischer Schriftsteller
- Barbarić, Tomislav (* 1989), kroatischer Fußballspieler
- Barbarigo, Agostino (1419–1501), Doge von Venedig (1486–1501)
- Barbarigo, Agostino (1516–1571), venezianischer Provveditore und Generalkapitän
- Barbarigo, Angelo († 1418), italienischer Kardinal der römisch-katholischen Kirche
- Barbarigo, Giovanni Francesco (1658–1730), italienischer Geistlicher und Kardinal
- Barbarigo, Gregorio (1625–1697), katholischer Kardinal und Heiliger
- Barbarigo, Lucia, Ehefrau des späteren Dogen Giovanni Pesaro
- Barbarigo, Marco (1413–1486), Doge von Venedig (1485–1486)
- Barbarin, Isidore (1872–1960), US-amerikanischer Kornettist und Althorn-Spieler des New Orleans Jazz
- Barbarin, Louis (1902–1997), US-amerikanischer Jazz-Schlagzeuger
- Barbarin, Lucien (1956–2020), US-amerikanischer Jazz-Posaunist
- Barbarin, Paul (1899–1969), US-amerikanischer Jazzmusiker (Schlagzeug, Komponist)
- Barbarin, Philippe (* 1950), französischer Geistlicher, emeritierter Erzbischof von Lyon und Kardinal der römisch-katholischen KirchePhilippe Barbarin (* 1950)

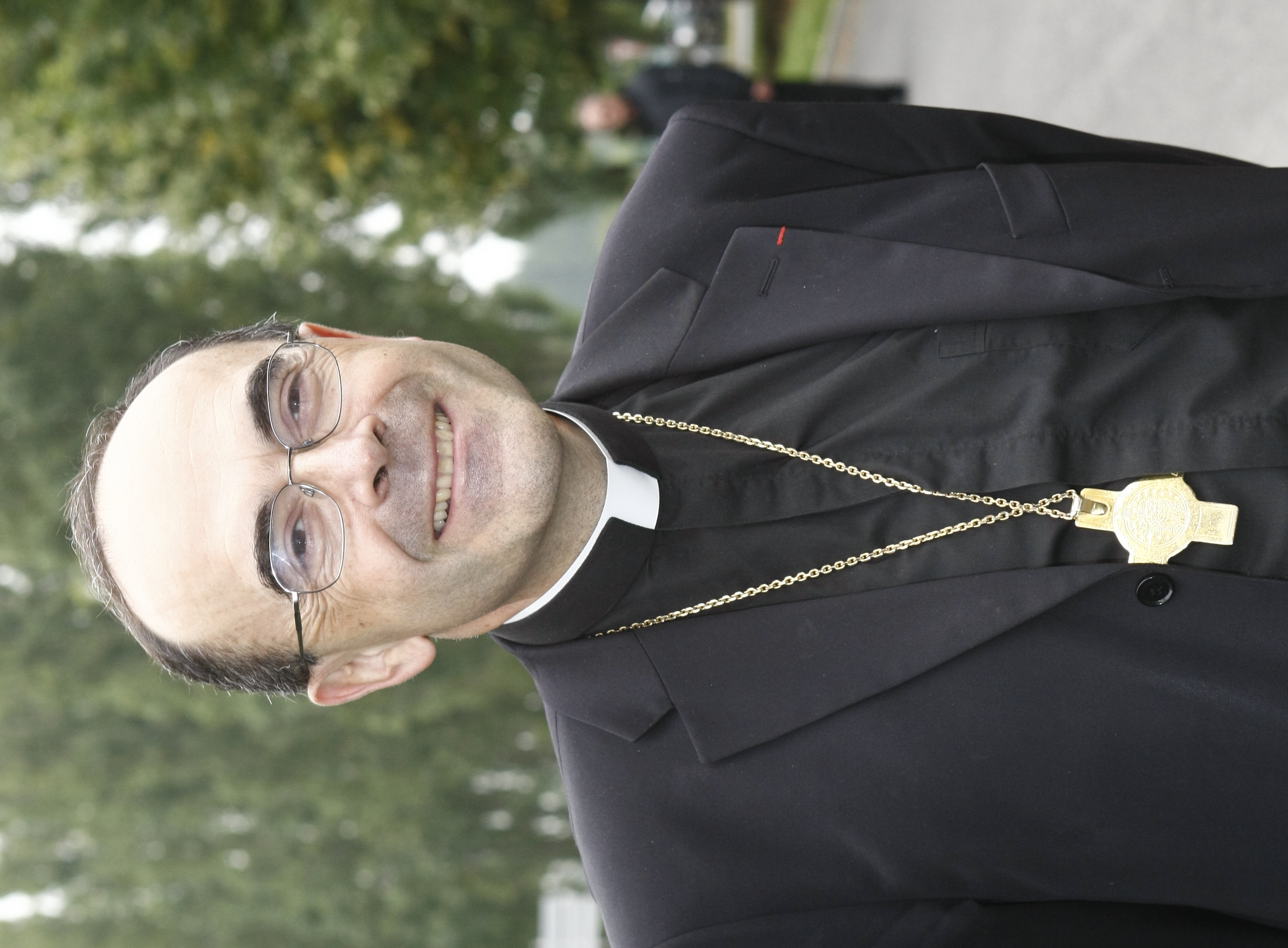
Philippe Barbarin (* 1950)

- Barbarin, Roger de (1860–1925), französischer Sportschütze
- Barbarini, Franz (1804–1873), österreichischer Landschaftsmaler
- Barbarino, Antonio (* 1964), deutsch-italienischer Taekwondo Trainer und Sportfunktionär
- Barbarino, Carla (* 1967), italienische Sprinterin (400-Meter-Lauf) und Hürdenläuferin (400-Meter-Hürdenlauf)
- Barbarino, David (* 1980), deutscher Künstler
- Barbarino, Rudolf (1920–2022), deutscher Journalist und Leiter der Verlage Junge Welt und Berliner Verlag
- Barbarino, Stephan (* 1955), deutscher Musicalautor und Intendant
- Barbarisi, Guido (1889–1960), italienischer Schauspieler
- Barbarito, Gerald Michael (* 1950), US-amerikanischer Geistlicher, Bischof von Palm Beach
- Barbarito, Luigi (1922–2017), italienischer Geistlicher, Apostolischer Nuntius im Vereinigten Königreich
- Barbaro, Antonio († 1679), Politiker der Republik Venedig
- Barbaro, Clifford (1948–2025), US-amerikanischer Jazzmusiker
- Barbaro, Daniele (1513–1570), venezianischer Wissenschaftler und Politiker
- Barbaro, Federico (1913–1996), italienischer Ordensgeistlicher, Salesianer Don Boscos, Missionar in Japan, Lehrer, Übersetzer und Essayist
- Barbaro, Francesco (1390–1454), venezianischer Humanist und Diplomat
- Barbaro, Giosafat (1413–1494), venezianischer Kaufmann und Reisender
- Barbaro, Hugo Nicolás (* 1950), argentinischer Geistlicher, Bischof von San Roque de Presidencia Roque Sáenz Peña
- Barbaro, Luigi (* 1957), österreichischer Gastronom
- Barbaro, Marcantonio (1518–1595), venezianischer Adliger und Diplomat, Erbauer des Palazzo Barbaro
- Barbaro, Marco (1511–1570), venezianischer Autor
- Barbaro, Monica (* 1990), US-amerikanische SchauspielerinMonica Barbaro (* 1990)

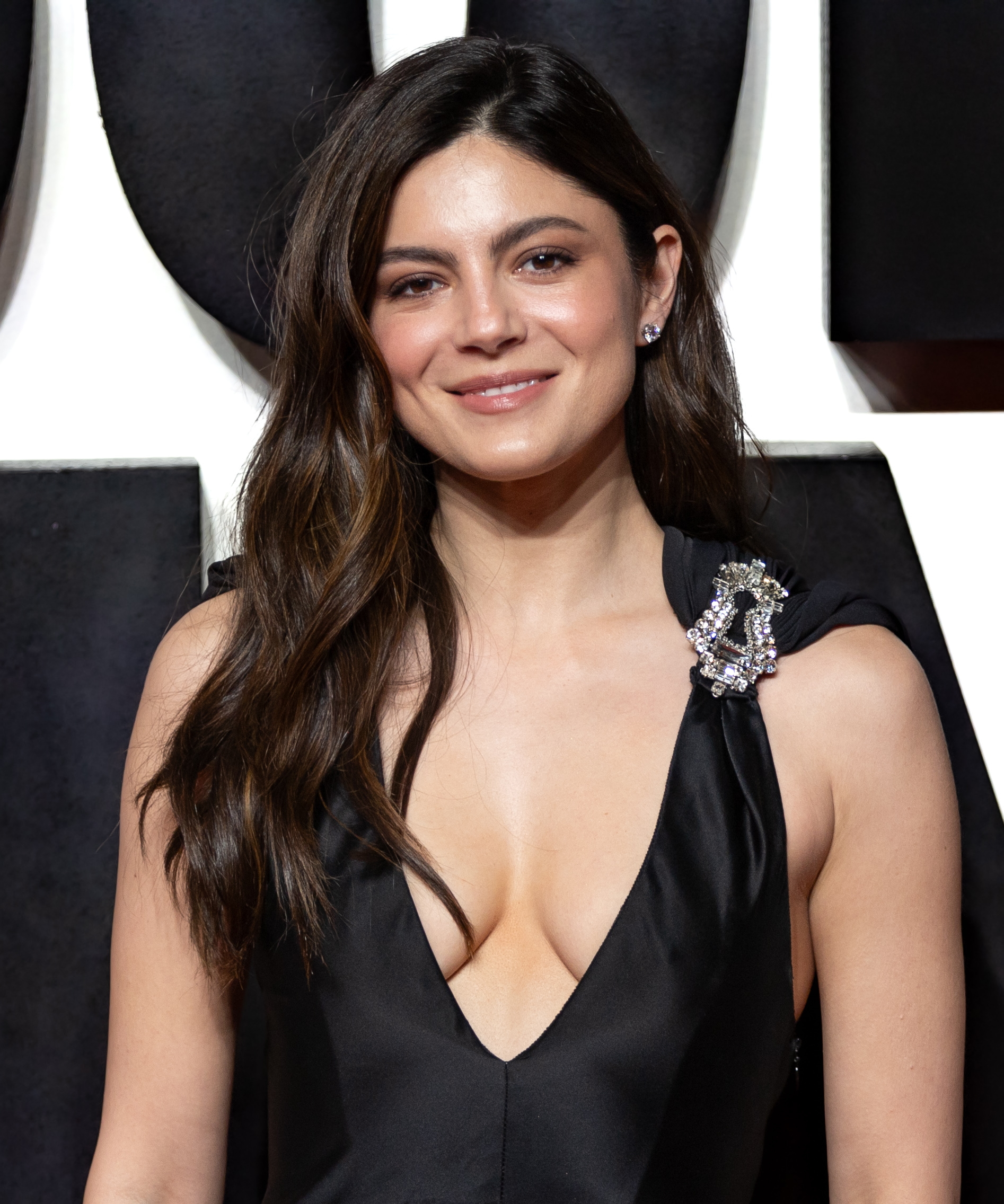
Monica Barbaro (* 1990)

- Barbaro, Nicolò (1420–1494), venezianischer Zeuge der Belagerung von Konstantinopel 1453
- Barbaro, Salvatore (* 1974), deutscher Finanzwissenschaftler und Politiker (SPD)
- Barbaro, Umberto (1902–1959), italienischer Filmtheoretiker, -kritiker, Drehbuchautor und Dokumentarfilmer
- Barbaros, Büşra (* 1996), türkische Leichtathletin
- Barbaros, Ramazan (* 1998), türkischer Mittelstreckenläufer
- Barbarossa, Khair ad-Din († 1546), osmanischer Korsar im westlichen Mittelmeer, Herrscher von AlgierKhair ad-Din Barbarossa († 1546)

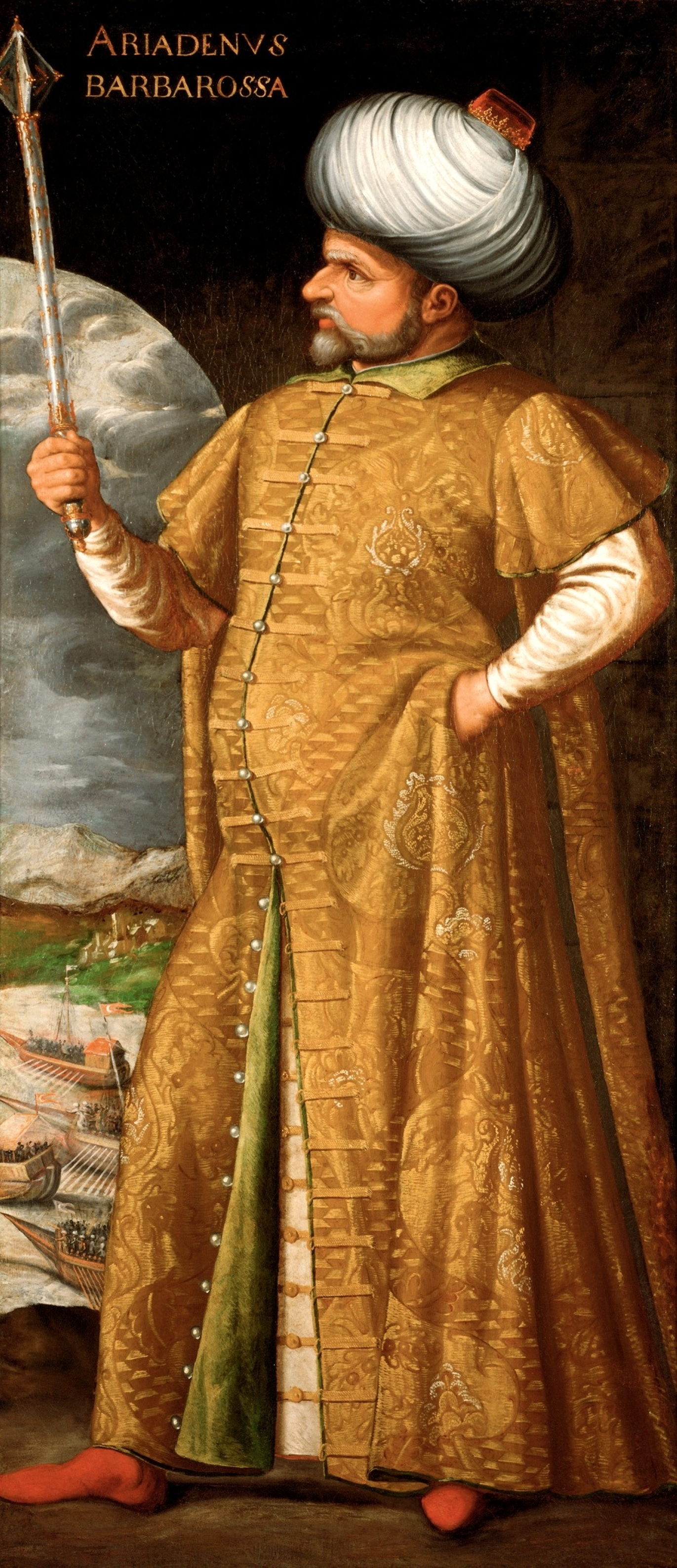
Khair ad-Din Barbarossa († 1546)

- Barbarossa, Luca (* 1961), italienischer Cantautore und Radiomoderator
- Barbarouses, Kosta (* 1990), griechisch-neuseeländischer Fußballspieler
- Barbaroux, Catherine (* 1949), französische Politikerin
- Barbaroux, Charles Jean Marie (1767–1794), französischer Politiker
- Barbaroux, Emilio (1876–1931), uruguayischer Politiker
- Barbarus, Hermolaus († 1493), italienischer Humanist
- Barbas, Carlos (1964–2014), US-amerikanischer Chemiker
- Barbas, Juan (* 1959), argentinischer Fußballspieler
- Barbasch, Ludwig (1892–1967), deutscher Politiker (USPD, KPD, KAPD) und Rechtsanwalt
- Barbaschina, Natalja Leonidowna (* 1973), russische Fußballspielerin
- Barbaschow, Iwan Dmitrijewitsch (* 1995), russischer Eishockeyspieler
- Barbaschow, Sergei Dmitrijewitsch (* 1992), russischer Eishockeyspieler
- Barbaschynski, Andrej (* 1970), belarussischer Handballspieler
- Bărbășescu, Nicolae (* 1940), rumänischer Biathlet
- Barbasetti, Luigi (1859–1948), italienischer Fechtmeister, -lehrer und Reformer dieser Sportart
- Barbash, Benny (* 1951), israelischer Schriftsteller und Drehbuchautor
- Barbash, Uri (* 1946), israelischer Filmregisseur
- Bărbat, Fürst der Walachei (1278/80)
- Barbat i Botey, Enric (1943–2011), katalanischer Liedermacher und Sänger
- Barbat, Luis (* 1968), uruguayischer Fußballspieler
- Barbatio († 359), römischer Militär und Heermeister
- Barbatius Philippus, römischer Scheinbeamter
- Barbato, Mariano (* 1972), deutscher Politikwissenschaftler
- Barbatus von Benevent († 682), Bischof von Benevent, Heiliger
- Barbaud, Camille (1900–1996), französischer Langstreckenläufer
- Barbaud, Pierre (1911–1990), französischer Komponist
- Barbauld, Anna Laetitia (1743–1825), englische Autorin
- Barbault, Jean (1718–1762), französischer Maler und Graphiker
- Barbavara, Giovanni († 1460), italienischer Jurist und Geistlicher, Bischof von Como
- Barbazan, Étienne (1694–1770), französischer Romanist
- Barbazza, Annie (* 1993), italienische Progrocksängerin
- Barbazza, Fabrizio (* 1963), italienischer Rennfahrer

### Barbe
- Barbe, Angelika (* 1951), deutsche Politikerin, MdV, DDR-Oppositionelle, Gründungsmitglied der DDR-SPD, Politikerin (SPD)
- Barbé, Antoine († 1564), franko-flämischer Komponist, Kapellmeister und Kleriker der Renaissance
- Barbe, Helmut (1927–2021), deutscher Kirchenmusiker und Komponist
- Barbe, Jean-Paul (* 1939), französischer Germanist, Kulturwissenschaftler, Übersetzer und Autor
- Barbé, Koen (* 1981), belgischer Radrennfahrer
- Barbé, Marc (* 1961), französischer Schauspieler
- Barbe, Norbert (* 1968), französischer Kunsthistoriker, Literaturkritiker, Künstler und Poet
- Barbe, Paul (1836–1890), französischer Politiker und Industrieller
- Barbé-Marbois, François (1745–1837), französischer Politiker
- Barbea, Heilige der christlichen Kirche und Märtyrerin
- Barbeau, Adrienne (* 1945), US-amerikanische Schauspielerin und SchriftstellerinAdrienne Barbeau (* 1945)

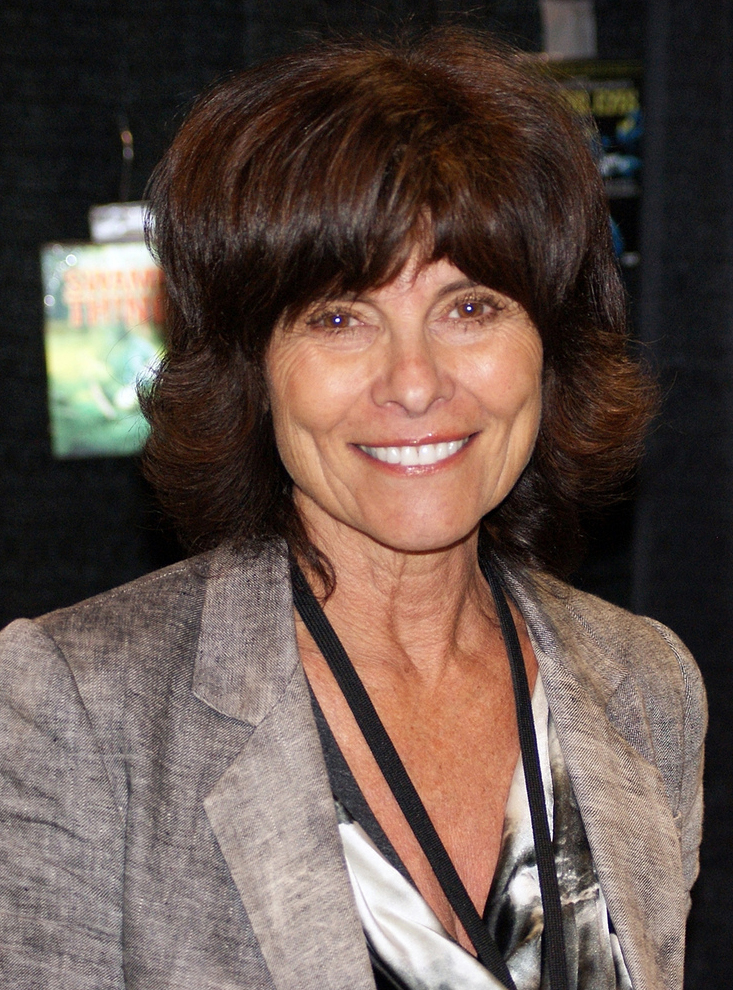
Adrienne Barbeau (* 1945)

- Barbeau, Marcel (1925–2016), kanadischer Maler und Bildhauer
- Barbeau, Marius (1883–1969), kanadischer Anthropologe, Ethnologe und Folkloreforscher
- Barbeau-Lavalette, Anaïs (* 1979), kanadische Filmemacherin und Schriftstellerin
- Barbeck, Hugo (1851–1907), deutscher Buchhändler und Politiker (Freisinnige Volkspartei), MdR
- Barbecue Bob (1902–1931), US-amerikanischer Bluespionier
- Barbedienne, Ferdinand (1810–1892), französischer Bildgießer
- Barbee, Carol (* 1959), US-amerikanische Filmproduzentin, Drehbuchautorin und Schauspielerin
- Barbee, John Henry (1905–1964), US-amerikanischer Bluessänger und -gitarrist
- Barbeillon, Jérôme (* 1974), französischer Karambolagespieler
- Barbeiro, Eduardo (1932–2022), portugiesischer Schwimmer und Wasserballspieler
- Barbeito, Fernando (* 1968), spanischer Handballspieler und -trainer
- Barbeitos, Arlindo (1940–2021), angolanischer Schriftsteller und Historiker
- Bärbel von Ottenheim (1430–1484), Mätresse
- Barbelin, Lisa (* 2000), französische Bogenschützin
- Barbelivien, Didier (* 1954), französischer Komponist, Liedtexter und Sänger
- Barbella, Emanuele (1718–1777), italienischer Geiger und Komponist der neapolitanischen Schule
- Barbella, Francesco († 1732), italienischer Violinist und Komponist
- Barben, Daniel (* 1961), deutscher Zukunftsforscher
- Barbenés, Henri (1885–1969), deutsch-französischer Ruderer
- Barber Rodríguez, Rafael (* 1980), spanischer Fußballspieler
- Barber, Amos W. (1861–1915), US-amerikanischer Politiker der Republikanischen Partei und Gouverneur des Bundesstaates Wyoming
- Barber, Andrea (* 1976), US-amerikanische SchauspielerinAndrea Barber (* 1976)

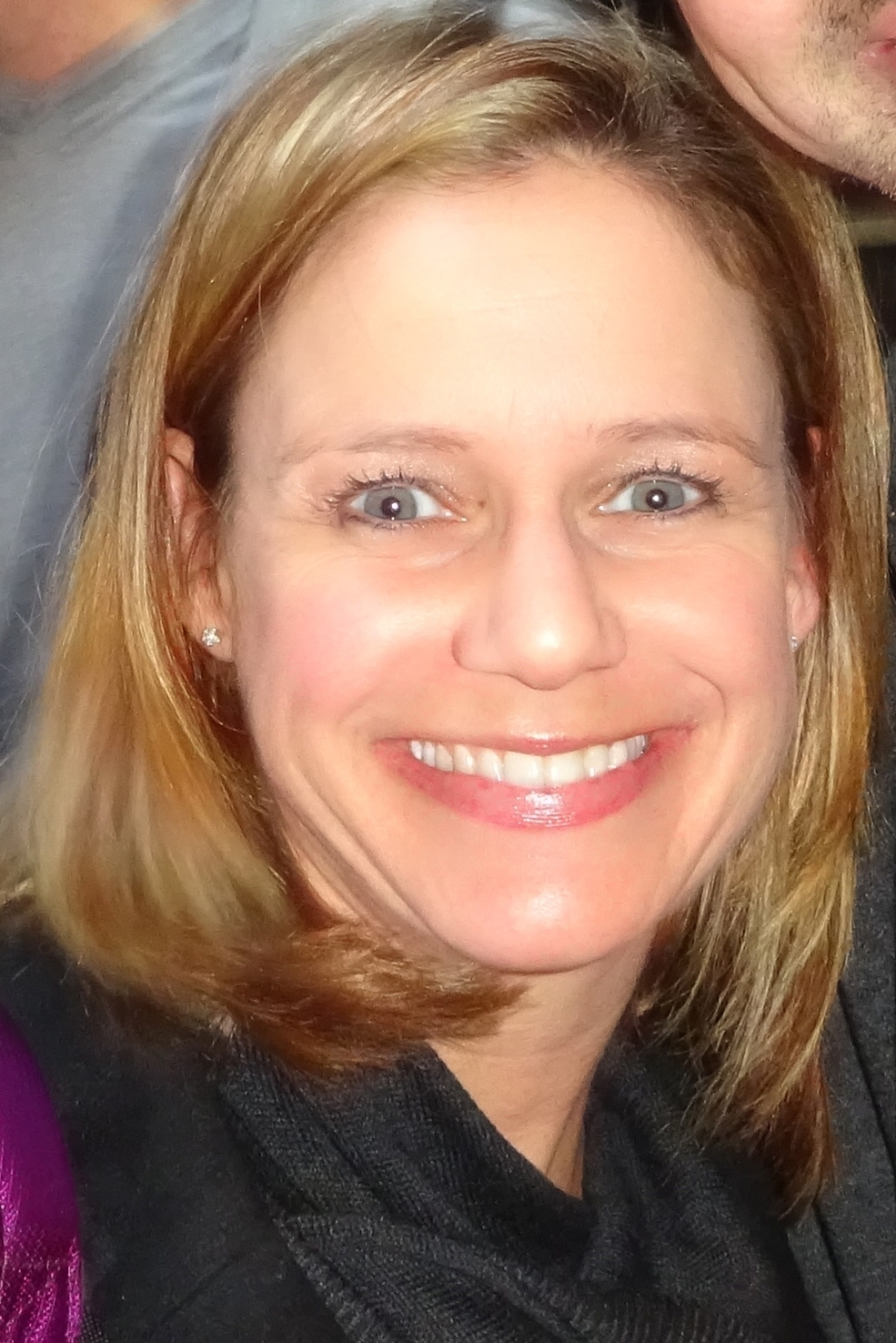
Andrea Barber (* 1976)

- Barber, Anthony Barber, Baron (1920–2005), britischer Politiker, Mitglied des House of Commons
- Barber, Benjamin R. (1939–2017), US-amerikanischer Politologe und Professor für Zivilgesellschaft an der University of Maryland
- Barber, Bernard (1918–2006), US-amerikanischer Soziologe
- Barber, Bill (* 1952), kanadischer Eishockeyspieler, -trainer und -funktionär
- Barber, Brendan (* 1951), britischer Gewerkschafter und Politiker
- Barber, Celeste (* 1982), australische Komikerin, Schauspielerin und Autorin
- Barber, Chris (1930–2021), britischer Posaunist und Jazz-Bandleader
- Barber, Colin Muir (1897–1964), britischer Offizier
- Barber, Daniel (* 1965), britischer Filmregisseur
- Barber, Danny (1953–2019), US-amerikanischer Jazzmusiker (Trompete)
- Barber, Danny (1955–1999), US-amerikanischer Serienmörder
- Barber, Darren (* 1968), kanadischer Ruderer
- Barber, Derek, Baron Barber of Tewkesbury (1918–2017), britischer Politiker
- Barber, Dick (1910–1983), US-amerikanischer Weitspringer
- Barber, Don (* 1964), kanadischer Eishockeyspieler
- Barber, Emil (1857–1917), deutscher Mundartdichter, Pädagoge und Botaniker
- Barber, Emily (* 1991), britische Schauspielerin in Theater, Film und Fernsehen
- Barber, Eunice (* 1974), französische Weitspringerin und Siebenkämpferin sierra-leonischer Herkunft
- Barber, F. Elliott (1912–1992), US-amerikanischer Jurist und Politiker
- Barber, Frances (* 1958), britische Theater- und Filmschauspielerin
- Barber, Gary (* 1957), US-amerikanischer Filmproduzent südafrikanischer Herkunft
- Barber, Glen, Zellbiologe und Immunologe
- Barber, Glenn (1935–2008), US-amerikanischer Country- und Rockabilly-Musiker
- Barber, Glynis (* 1955), südafrikanisch-britische SchauspielerinGlynis Barber (* 1955)

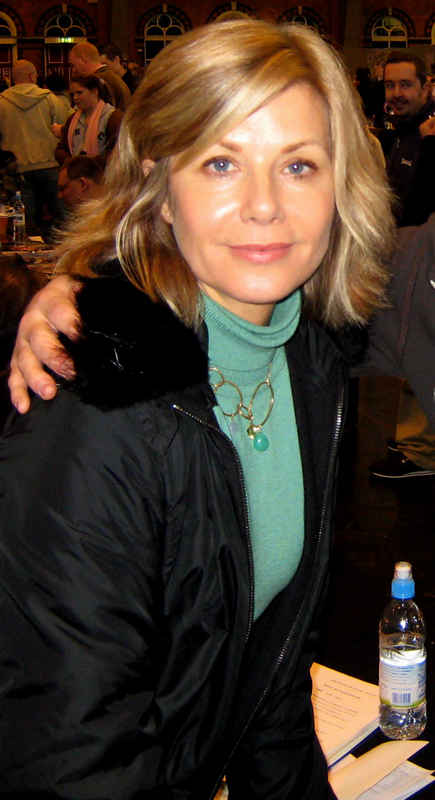
Glynis Barber (* 1955)

- Barber, Graham (* 1958), englischer Fußballschiedsrichter und Unternehmer
- Barber, Herbert G. (1870–1947), US-amerikanischer Jurist
- Barber, Herbert Spencer (1882–1950), US-amerikanischer Entomologe
- Barber, Hilia (* 1944), guinea-bissauische Politikerin und Diplomatin
- Barber, Hiram (1835–1924), US-amerikanischer Politiker
- Barber, Ida (1842–1931), deutsche Schriftstellerin
- Barber, Ines (* 1957), deutsche Journalistin, Radiomoderatorin und niederdeutsche Autorin
- Barber, Isaac Ambrose (1852–1909), US-amerikanischer Politiker
- Barber, J. Allen (1809–1881), US-amerikanischer Politiker
- Barber, Jill (* 1980), kanadische Singer-Songwriterin
- Barber, John, englischer Erfinder
- Barber, John (1929–2015), britischer Automobilrennfahrer
- Barber, John William (1920–2007), US-amerikanischer Tuba-Spieler
- Barber, Jonathan, US-amerikanischer Jazzmusiker
- Barber, Kelsey-Lee (* 1991), australische Speerwerferin
- Barber, Laird Howard (1848–1928), US-amerikanischer Politiker
- Barber, Lance (* 1973), US-amerikanischer Schauspieler
- Barber, Leeonzer (* 1966), US-amerikanischer Boxer im Halbschwergewicht
- Barber, Lesley (* 1968), kanadische Komponistin
- Barber, Levi (1777–1833), US-amerikanischer Politiker
- Barber, Lynn, Maskenbildnerin
- Barber, Margaret E. (1866–1930), britische Missionarin in China
- Barber, Marion III (1983–2022), US-amerikanischer Footballspieler
- Barber, Mary Elizabeth (1818–1899), britische Botanikerin und Entomologin
- Barber, Matt (* 1956), australischer Kugelstoßer
- Barber, Matthew (* 1977), kanadischer Singer-Songwriter
- Barber, Me’Lisa (* 1980), US-amerikanische Sprinterin
- Barber, Michael (* 1954), US-amerikanischer Geistlicher und Bischof von Oakland
- Barber, Mikele (* 1980), US-amerikanische Leichtathletin
- Barber, Miller (1931–2013), US-amerikanischer Golfspieler
- Barber, Nele (* 1994), deutsche Volleyball- und Beachvolleyballspielerin
- Barber, Nigel, US-amerikanischer Schauspieler und Synchronsprecher
- Barber, Noyes (1781–1844), US-amerikanischer Politiker
- Barber, Orion Metcalf (1857–1930), US-amerikanischer Richter und Politiker, der State Auditor von Vermont war (1898–1902)
- Barber, Patricia (* 1955), US-amerikanische Jazz-Sängerin, Pianistin, Komponistin, Songwriterin und Bandleaderin
- Barber, Paul (* 1955), englischer Hockeyspieler
- Barber, Penny (* 1985), US-amerikanische Pornodarstellerin
- Barber, Rahsaan (* 1980), US-amerikanischer Jazzmusiker und Komponist
- Barber, Ron (* 1945), US-amerikanischer Politiker
- Barber, Ronde (* 1975), US-amerikanischer American-Football-Spieler
- Barber, Samuel (1910–1981), US-amerikanischer Komponist
- Barber, Shawnacy (1994–2024), kanadischer LeichtathletShawnacy Barber (1994–2024)

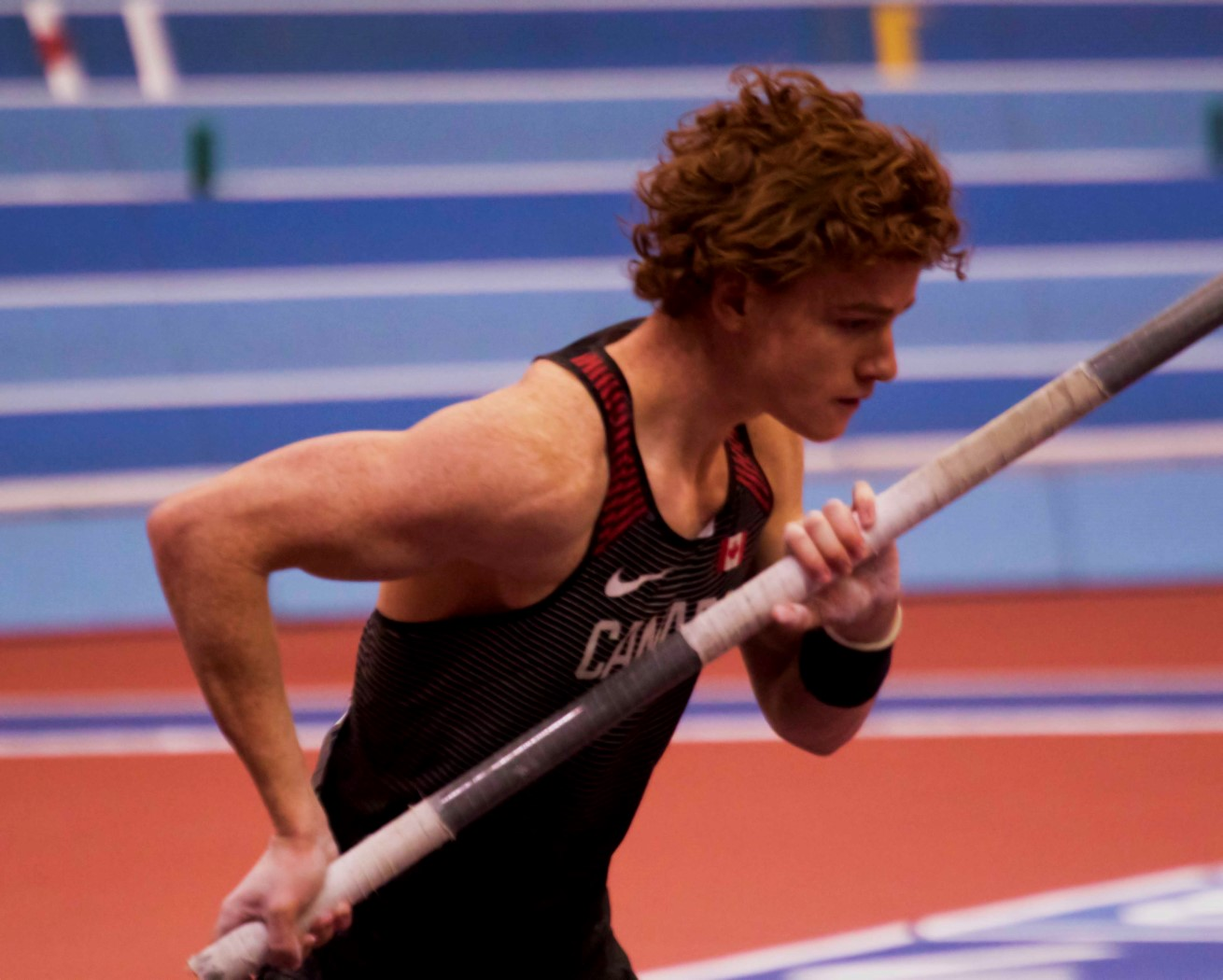
Shawnacy Barber (1994–2024)

- Barber, Skip (* 1936), US-amerikanischer Automobilrennfahrer
- Barber, Theodore (1927–2005), US-amerikanischer Psychologe und Hypnoseforscher
- Barber, Tiki (* 1975), US-amerikanischer Footballspieler
- Barber, Tom (* 1991), US-amerikanischer Metal-Sänger
- Barber, William Henry (1918–2004), britischer Romanist und Voltaireforscher
- Barberà i Humbert, Josep (1874–1947), spanischer Komponist und Musikpädagoge
- Barberá, Héctor (* 1986), spanischer Motorradrennfahrer
- Barbera, Joseph (1911–2006), US-amerikanischer Zeichentrickfilmer und ProduzentJoseph Barbera (1911–2006)
- Barberá, Juan José (* 1954), spanischer Maler

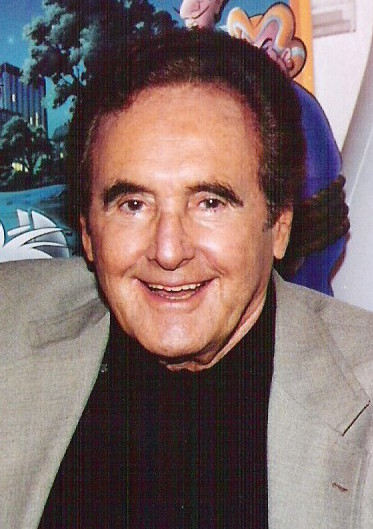
Joseph Barbera (1911–2006)

- Barberá, Rita (1948–2016), spanische Politikerin und Bürgermeisterin von Valencia
- Barbereau, Auguste (1799–1879), französischer Komponist
- Barberena, Luis Miguel (1953–2007), mexikanischer Fußballspieler
- Barberi, Alessandro (* 1971), österreichischer Medienwissenschaftler, Autor und Journalist
- Barberi, Andrea (1979–2023), italienischer Sprinter
- Barberi, Dominic (1792–1849), italienischer Missionar
- Barberi, Enrico (1850–1941), italienischer Bildhauer
- Barberi, Francesco (1905–1988), italienischer Bibliothekar und Buchwissenschaftler
- Barberi, Franco (* 1944), italienischer Dokumentarfilmer und Drehbuchautor
- Barberi, Katie (* 1972), mexikanische Schauspielerin
- Barberiis, Melchiore de, italienischer Priester, Komponist, Lautenist und Herausgeber
- Barberini, Antonio (1607–1671), Erzbischof von Reims und Kardinal der römisch-katholischen Kirche
- Barberini, Antonio Marcello (1569–1646), italienischer Kardinal der römisch-katholischen Kirche
- Barberini, Bonaventura (1674–1743), italienischer Geistlicher
- Barberini, Carlo (1630–1704), Kardinal der römisch-katholischen Kirche
- Barberini, Francesco (1597–1679), italienischer Kardinal, Antiquar und MäzenFrancesco Barberini (1597–1679)

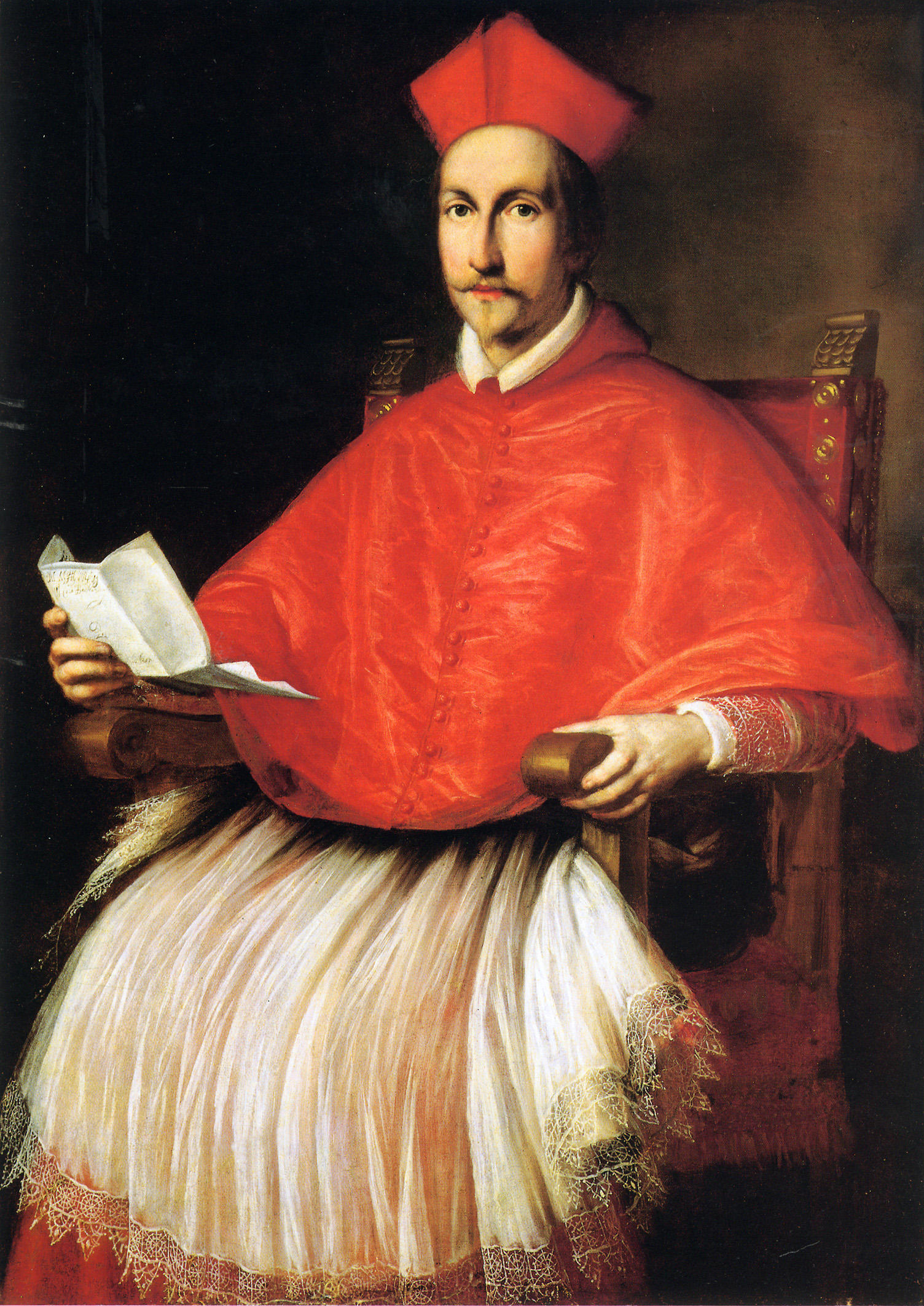
Francesco Barberini (1597–1679)

- Barberini, Francesco (1662–1738), italienischer Adliger und Kardinal
- Barberini, Giovanni Battista (1625–1691), italienischer Bildhauer und Stuckateur des Barock
- Barberini, Raffaele († 1582), florentinischer Handlungsreisender und Militär
- Barberini, Urbano (* 1961), italienischer Schauspieler
- Barberio, Mark (* 1990), kanadischer Eishockeyspieler
- Barberis, Alberto (1887–1920), italienischer Fußballspieler und Jurist
- Barberis, Elsa (1902–1991), italienisch-schweizerische Modedesignerin und Unternehmerin
- Barberis, Franco (1905–1992), Schweizer Karikaturist, (Werbe)Grafiker und Modeschöpfer
- Barbéris, Pierre (1926–2014), französischer Romanist und Literaturwissenschaftler
- Barberis, Sébastien (* 1972), Schweizer Fußballspieler
- Barberis, Umberto (* 1952), Schweizer Fussballspieler und -trainer
- Barberis, Vern (1928–2005), australischer Gewichtheber
- Barberito, Aldo (1925–1985), italienischer Schauspieler
- Barbero Sevilla, Diego (* 1980), spanischer Fußballschiedsrichterassistent
- Barbero, Alessandro (* 1959), italienischer Historiker und Hochschullehrer
- Barbero, Carlos (* 1991), spanischer Radsportler
- Barbero, Gerardo (1961–2001), argentinischer Großmeister im Schach
- Barbero, Luis (1916–2005), spanischer Schauspieler
- Barbero, Nacho (* 1982), argentinischer Pokerspieler
- Barbero, Raúl (1917–2014), uruguayischer Journalist, Librettist und Dramatiker
- Barbero, Sergio (* 1969), italienischer Radrennfahrer
- Barberolle, Ernest (1861–1948), französischer Steuermann
- Barberon-Zimmermann, Barbara (* 1967), deutsche Autorin und Redakteurin
- Barbers, Meinulf (* 1937), deutscher Pädagoge
- Barbery, Muriel (* 1969), französische SchriftstellerinMuriel Barbery (* 1969)

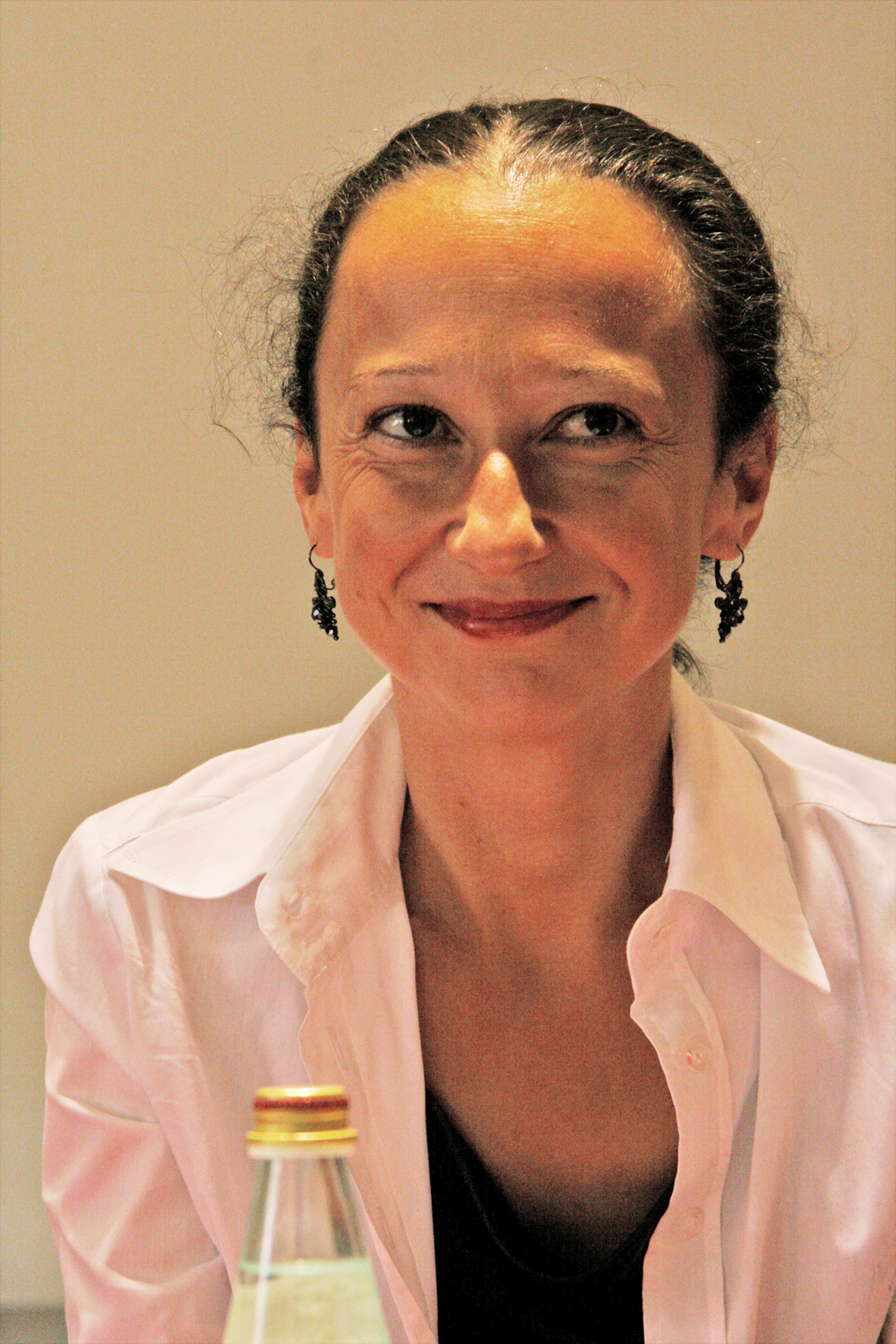
Muriel Barbery (* 1969)

- Barbès, Armand (1809–1870), revolutionärer französischer Republikaner
- Barbès, Charles-Noël (1914–2008), kanadischer Politiker
- Barbesino, Luigi (* 1894), italienischer Fußballspieler und -trainer
- Barbet de Jouy, Henri (1812–1896), französischer Kunstschriftsteller
- Barbet, Hugo (* 2001), französischer Fußballtorwart
- Barbet, Pierre (1925–1995), französischer Science-Fiction-Autor
- Barbet, Virginie, französische Sozialistin und Feministin
- Barbetta, Giorgio (* 1971), italienischer Geistlicher und römisch-katholischer Weihbischof in Huari
- Barbetta, Giulio Cesare (1540–1603), italienischer Lautenist und Komponist der Hochrenaissance
- Barbetta, María Cecilia (* 1972), argentinische Autorin
- Barbette (1899–1973), US-amerikanischer Trapezkünstler
- Barbette, Étienne († 1321), Pariser Kaufmann, Prévôt des marchands
- Barbette, Pierre († 1298), Erzbischof von Reims
- Barbetti, Cesare (1930–2006), italienischer Schauspieler und Synchronsprecher
- Barbeu-Dubourg, Jacques (1709–1779), französischer Mediziner, Botaniker, Autor, Enzyklopädist und Übersetzer
- Barbey d’Aurevilly, Jules Amédée (1808–1889), französischer SchriftstellerJules Amédée Barbey d’Aurevilly (1808–1889)

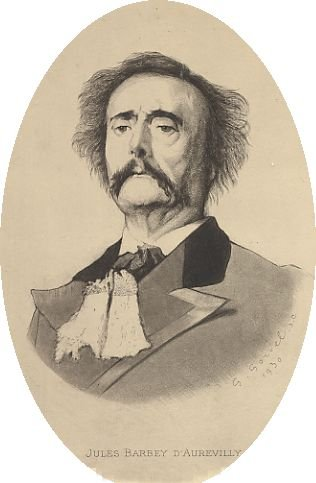
Jules Amédée Barbey d’Aurevilly (1808–1889)

- Barbey, Bernard (1900–1970), Schweizer Schriftsteller, Offizier und Diplomat
- Barbey, Bruno (1941–2020), französischer Fotograf, Mitglied der Fotoagentur Magnum
- Barbey, Claude-Inga (* 1961), Schweizer Komikerin, Schauspielerin und Schriftstellerin
- Barbey, Édouard (1831–1905), französischer Politiker
- Barbey-Boissier, Caroline (1847–1918), Schweizer Botanikerin und Schriftstellerin
- Barbey-Chappuis, Marie (* 1981), Schweizer Politikerin (Die Mitte)
- Barbeyrac, Jean (1674–1744), französisch-schweizerischer Jurist, Rechtshistoriker und Vertreter des Naturrechts
- Barbezat, Marc (1913–1999), französischer Verleger
- Barbezat, Melanie (* 1991), Schweizer Curlerin
- Barbezieux, Louis François Le Tellier, marquis de (1668–1701), französischer Kriegsminister

### Barbi
- Barbi, Alice (1858–1948), italienische Sängerin (Mezzosopran), Violinistin und Komponistin
- Barbi, Ciccio (1919–1992), italienischer Schauspieler
- Barbi, Eberhard (1935–2017), deutscher Komponist und Chorleiter
- Barbi, Jorge (* 1950), spanischer Künstler
- Barbi, Michele (1867–1941), italienischer Literaturhistoriker und Danteforscher
- Barbi, Paolo (1919–2011), italienischer Politiker (DC), MdEP
- Barbi, Roberto (* 1965), italienischer Marathonläufer
- Barbi, Shane (* 1963), US-amerikanisches Fotomodell
- Barbi, Sia (* 1963), US-amerikanisches Fotomodell
- Barbian, Frank, deutscher Kameramann
- Barbian, Jan-Pieter (* 1958), deutscher Historiker
- Barbian, Walter (1919–2005), deutscher Pressefotograf
- Barbiano e Belgiojoso, Ludovico Luigi Carlo Maria di (1728–1801), italienischer habsburgischer Verwaltungsbeamter und Diplomat
- Barbiano, Alberico da (1348–1409), italienischer Condottiere
- Barbic, Patrik (* 1981), österreichischer Fußballspieler und -trainer
- Barbié du Bocage, Jean-Denis (1760–1825), französischer Geograph und Kartograph
- Barbie, Klaus (1913–1991), deutscher SS-Hauptsturmführer, Chef der Gestapo in LyonKlaus Barbie (1913–1991)

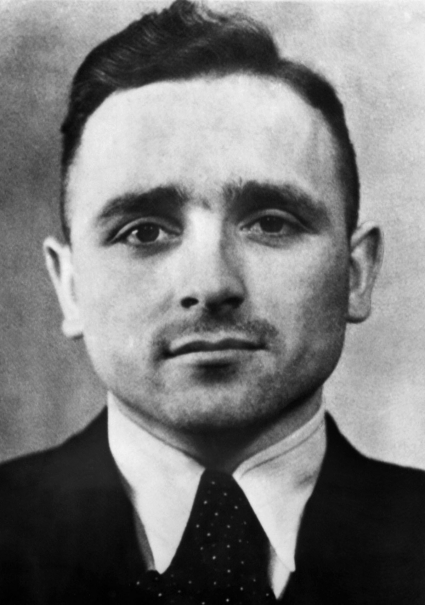
Klaus Barbie (1913–1991)

- Barbier d’Aucour, Jean (1641–1694), französischer Schriftsteller und Mitglied der Académie française
- Barbier de Meynard, Charles (1826–1908), französischer Orientalist, Historiker und Übersetzer
- Barbier, Adrian Nicolaus von (1758–1840), österreichischer Hofbeamter
- Barbier, Antoine (1859–1948), französischer Aquarellist und Maler des Orientalismus
- Barbier, Antoine-Alexandre (1765–1825), französischer Priester, Bibliothekar und Bibliograph
- Barbier, Charles (1767–1841), französischer Offizier und Erfinder, Entwickler der sogenannte Nachtschrift, eines Vorläufers der Brailleschrift
- Barbier, Claudio (1938–1977), belgischer KlettererClaudio Barbier (1938–1977)

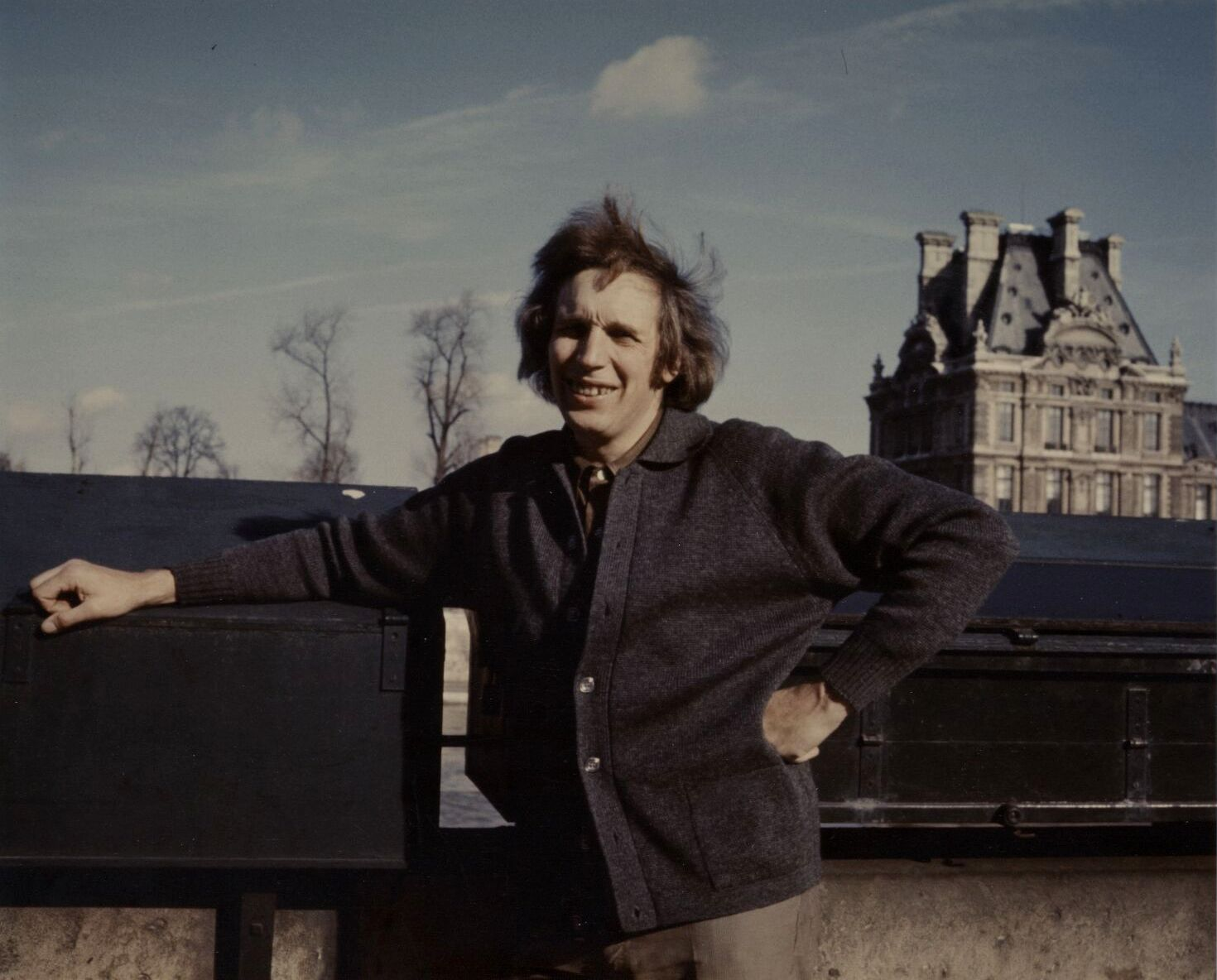
Claudio Barbier (1938–1977)

- Barbier, Daniel (1907–1965), französischer Astronom
- Barbier, Edmond-Jean-François (1689–1771), französischer Chronist
- Barbier, Elisabeth (1911–1996), französische Schriftstellerin
- Barbier, Éric (* 1960), französischer Regisseur und Drehbuchautor
- Barbier, Euphrasie (1829–1893), französische römisch-katholische Nonne und Ordensgründerin
- Barbier, George (1864–1945), US-amerikanischer Schauspieler
- Barbier, George (1882–1932), französischer Maler, Illustrator und Modezeichner
- Barbier, Georges Emile (1844–1895), französischer Schachkomponist (Saavedra-Studie)
- Barbier, Hans D. (1937–2017), deutscher Journalist und Publizist
- Barbier, Henri-Auguste (1805–1882), französischer Dichter und Historiker
- Barbier, Hubert (* 1932), französischer Geistlicher, römisch-katholischer Erzbischof von Bourges
- Barbier, Jean-Luc (* 1951), Schweizer Jazzmusiker (Altsaxophon, Flöte, Piano, Komposition)
- Barbier, Jean-Pierre (* 1960), französischer Politiker, Mitglied der Nationalversammlung
- Barbier, Jules (1825–1901), französischer Theaterdichter und Librettist
- Barbier, Marie-Anne (1670–1742), französische Dramatikerin
- Barbier, Philippe (1848–1922), französischer Chemiker
- Barbier, Pierre (* 1997), französischer Radrennfahrer
- Barbier, Renaud (* 1969), französischer Filmkomponist
- Barbier, René (1869–1940), französischer Rosenzüchter
- Barbier, René (1890–1981), belgischer Komponist
- Barbier, René (1891–1966), französischer Degenfechter
- Barbier, Rudy (* 1992), französischer Radrennfahrer
- Barbierato, Federico (* 1970), italienischer Politiker
- Barbieri, Angus († 1990), britischer Fastenrekordler
- Barbieri, Antonio María (1892–1979), uruguayischer Geistlicher, Erzbischof von Montevideo und Kardinal der römisch-katholischen Kirche
- Barbieri, Bruno (* 1962), italienischer Sternekoch, Moderator, Gastwirt und YoutuberBruno Barbieri (* 1962)

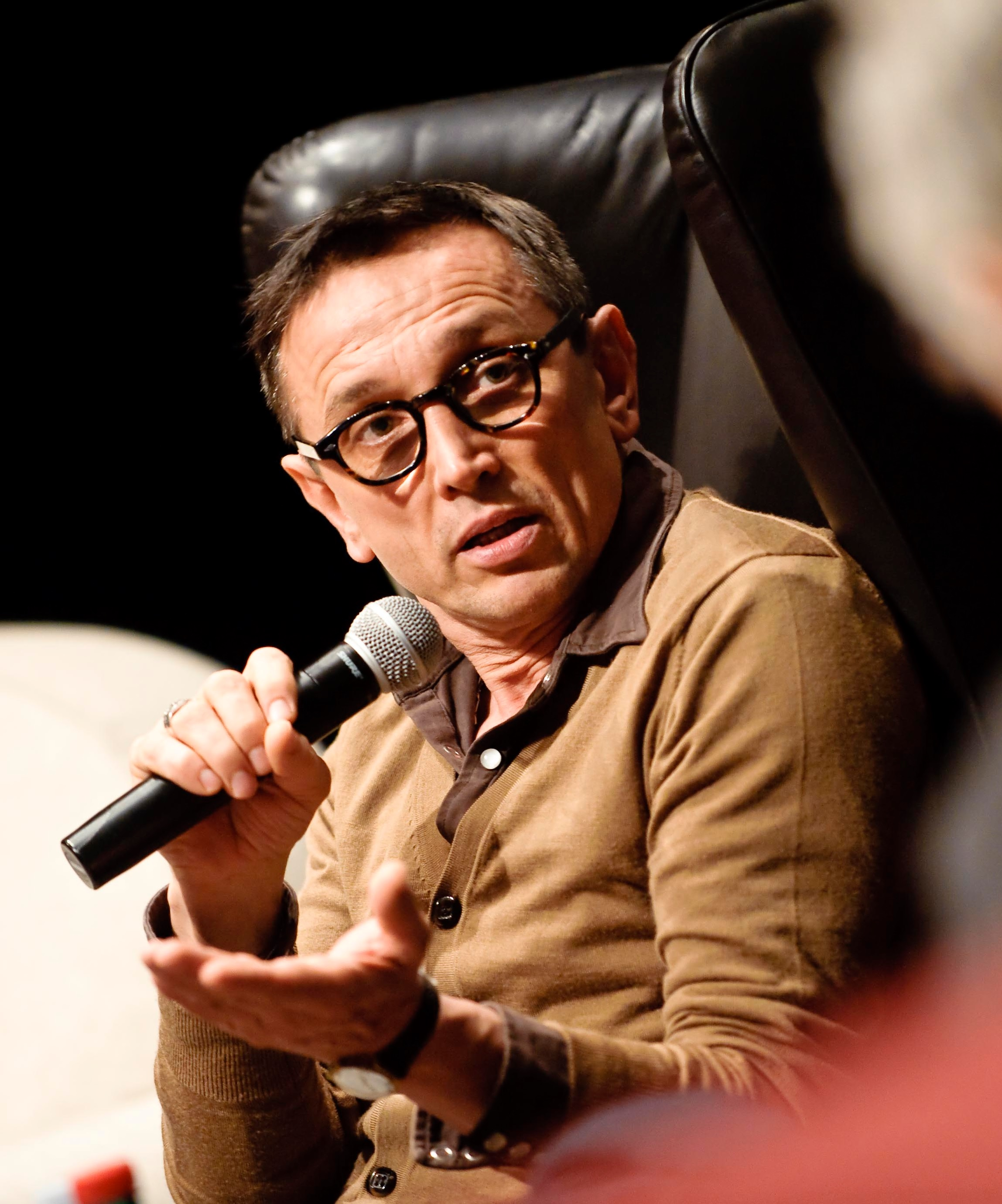
Bruno Barbieri (* 1962)

- Barbieri, Clelia (1847–1870), italienische Ordensgründerin, Heilige der katholischen Kirche
- Barbieri, Fedora (1920–2003), italienische Opernsängerin (Mezzosopran)
- Barbieri, Francisco Asenjo (1823–1894), spanischer Komponist und Literatur- und Musikhistoriker
- Barbieri, Gato (1932–2016), argentinischer Filmkomponist und JazzmusikerGato Barbieri (1932–2016)

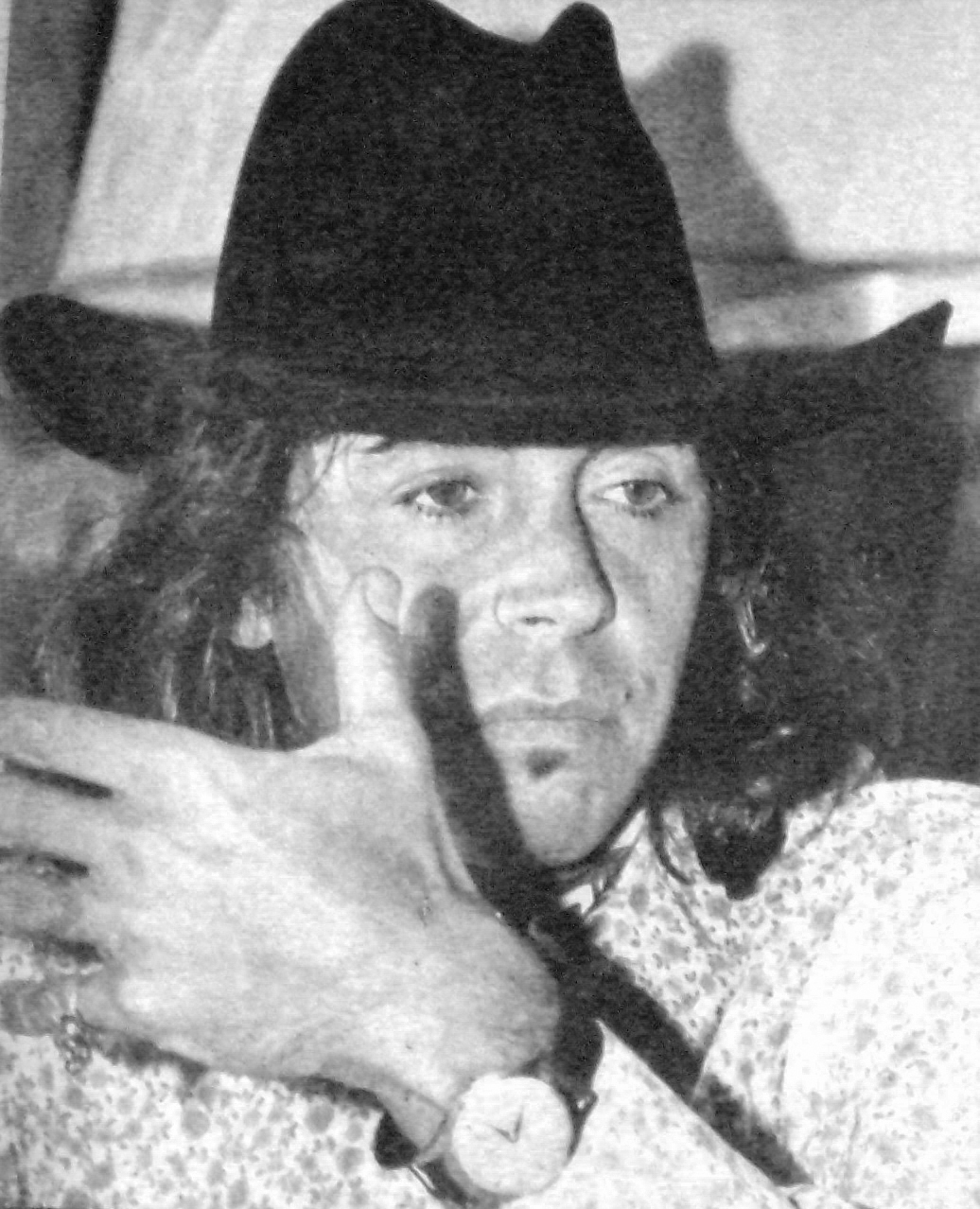
Gato Barbieri (1932–2016)

- Barbieri, Gioia (* 1991), italienische Tennisspielerin
- Barbieri, Giovanni (1859–1943), italienischer Pianist, Komponist und Musikpädagoge
- Barbieri, Giovanni Domenico (1704–1764), Schweizer Baumeister der Barockzeit
- Barbieri, Giovanni Maria (1519–1574), italienischer Romanist und Mediävist
- Barbieri, Giulio († 1681), Baumeister und Architekt des Barock
- Barbieri, Giuseppe (1774–1852), italienischer Dichter und Kanzelredner
- Barbieri, Guillermo (1894–1935), argentinischer Tango-Gitarrist, Sänger und Komponist
- Barbieri, Johann (1852–1926), österreichisch-schweizerischer Chemiker
- Barbieri, Martino († 1633), Schweizer Baumeister und Architekt
- Barbieri, Melissa (* 1980), australische Fußballspielerin
- Barbieri, Michael, US-amerikanischer Schauspieler
- Barbieri, Nando (1907–1997), italienischer Automobilrennfahrer
- Barbieri, Ottavio (1899–1949), italienischer Fußballspieler und -trainer
- Barbieri, Paula (* 1966), US-amerikanische Schauspielerin
- Barbieri, Rachele (* 1997), italienische Radsportlerin
- Barbieri, Raymond (1961–1997), US-amerikanischer Sänger, Songwriter und Schlagzeuger
- Barbieri, Renato (1903–1980), italienischer Ruderer
- Barbieri, Richard (* 1957), englischer Synthesizer-Spieler, Keyboarder und KomponistRichard Barbieri (* 1957)

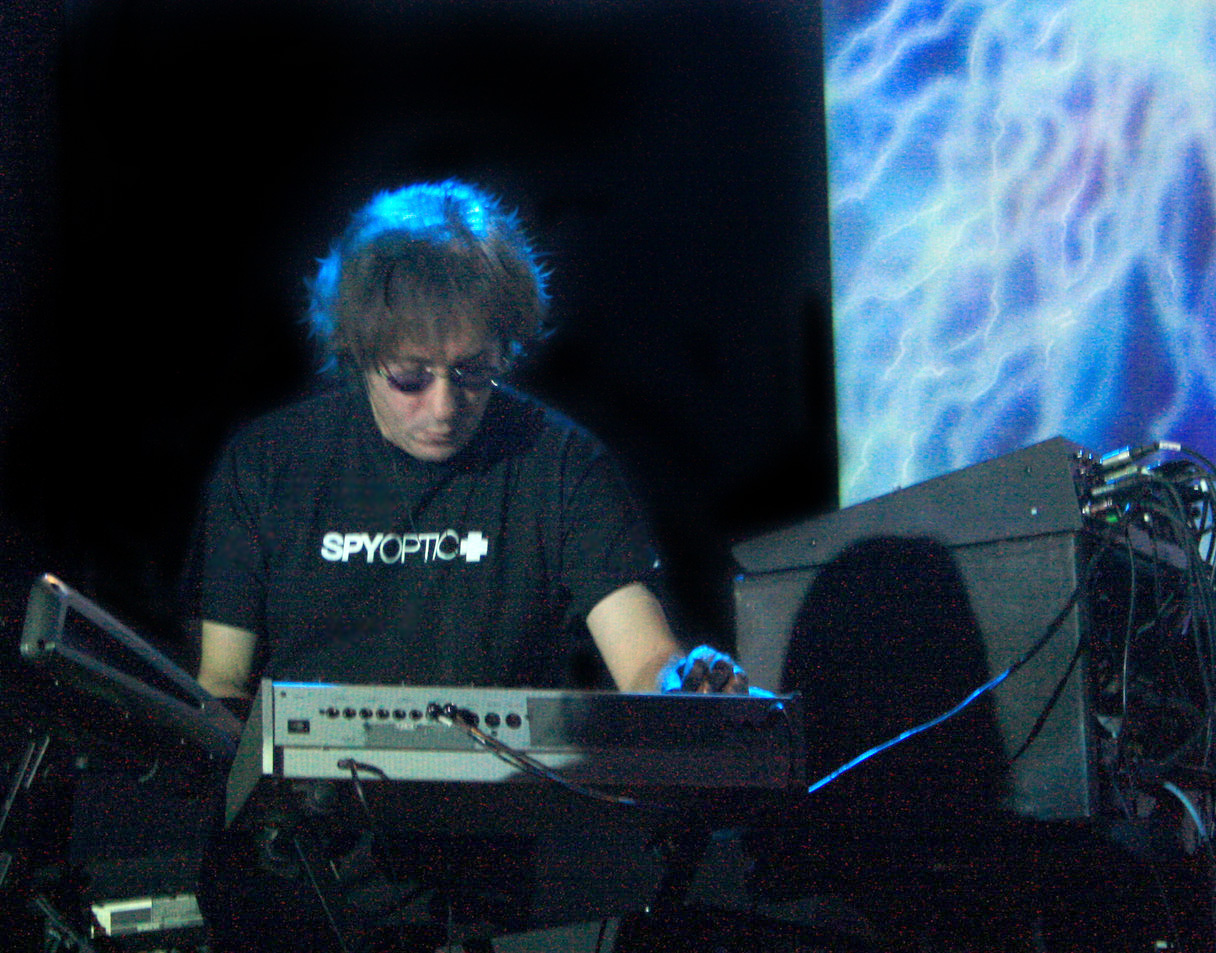
Richard Barbieri (* 1957)

- Barbieri, Veljko (* 1950), kroatischer Autor
- Barbieri, Vicente (1903–1956), argentinischer Journalist und Schriftsteller
- Barbieri-Nini, Marianna (1818–1887), italienische Opernsängerin, Sopran
- Barbiero, Fabian (* 1984), australischer Fußballspieler
- Barbiero, Grazia (* 1951), italienische Politikerin (Südtirol)
- Barbiers, Joost (1949–2015), niederländischer Bildhauer
- Barbiers, Maria Geertruida (1801–1879), niederländische Malerin, Zeichnerin und Grafikerin
- Bärbig, Kurt (1889–1968), deutscher Architekt
- Barbijer, Leonid (1937–2023), sowjetischer Schwimmer
- Barbillon, Claire (* 1960), französische Kunsthistorikerin
- Barbin, Abel (1838–1868), französischer Hermaphrodit
- Barbin, Enrico (* 1990), italienischer Radrennfahrer
- Barbingant, französischer Komponist
- Barbireau, Jacob († 1491), franko-flämischer Komponist der Renaissance
- Barbirolli, John (1899–1970), britischer Dirigent und CellistJohn Barbirolli (1899–1970)

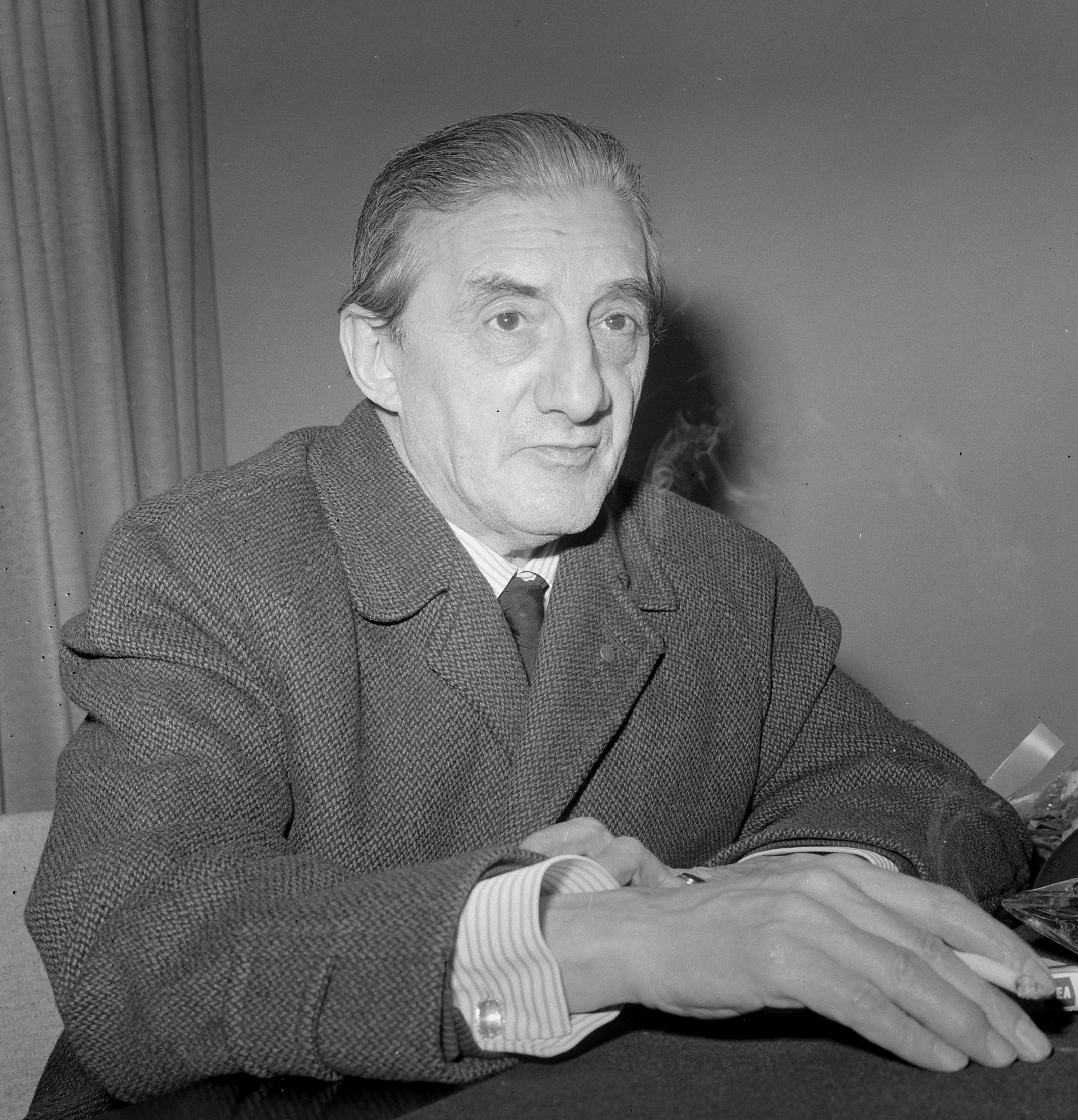
John Barbirolli (1899–1970)

- Barbist, Alois (1852–1905), deutscher Baumeister und Architekt
- Barbitsiotis, Zacharias (1759–1804), griechischer Aufständischer gegen die Osmanen
- Barbius Aemilianus, Marcus, römischer Suffektkonsul (140)
- Barbivai, Orna (* 1962), israelische Offizierin
- Barbizet, Pierre (1922–1990), französischer Pianist und Musikpädagoge

### Barbk
- Barbknecht, Achim (* 1970), deutscher Basketballfunktionär
- Barbknecht, Klaus-Dieter (* 1958), deutscher Jurist und Rektor der TU Bergakademie Freiberg

### Barbl
- Barbl, Heinrich (* 1900), österreichischer SS-Mann
- Barblan, Gudench (1860–1916), Schweizer Lehrer, Publizist und Sammler von Kulturgut
- Barblan, Otto (1860–1943), Schweizer Komponist und Organist
- Barblan-Opieńska, Lydia (1890–1983), Schweizer Sängerin, Komponistin, Chorleiterin und Musikpädagogin

### Barbo
- Barbo von Waxenstein, Franz Engelbert (1664–1706), Titularbischof von Dara und Weihbischof in Breslau
- Barbo, Marco (1420–1491), italienischer Kardinal
- Barbo, Raul (* 2000), spanischer Eishockeyspieler
- Barbo-Waxenstein, Josef Anton (1863–1930), österreichischer Politiker; Abgeordneter zum Abgeordnetenhaus
- Bărboianu, Ștefan (* 1988), rumänischer Fußballspieler
- Barbon, Marco (* 1989), italienischer Chorleiter, Stimmbildner, Korrepetitor und Dirigent
- Barbon, Nicholas, englischer Ökonom
- Barbón, Tito (1931–2014), argentinisch-uruguayischer Tänzer
- Barboncito († 1871), Häuptling der Diné-Indianer
- Barboni, Enzo (1922–2002), italienischer Kameramann und FilmregisseurEnzo Barboni (1922–2002)

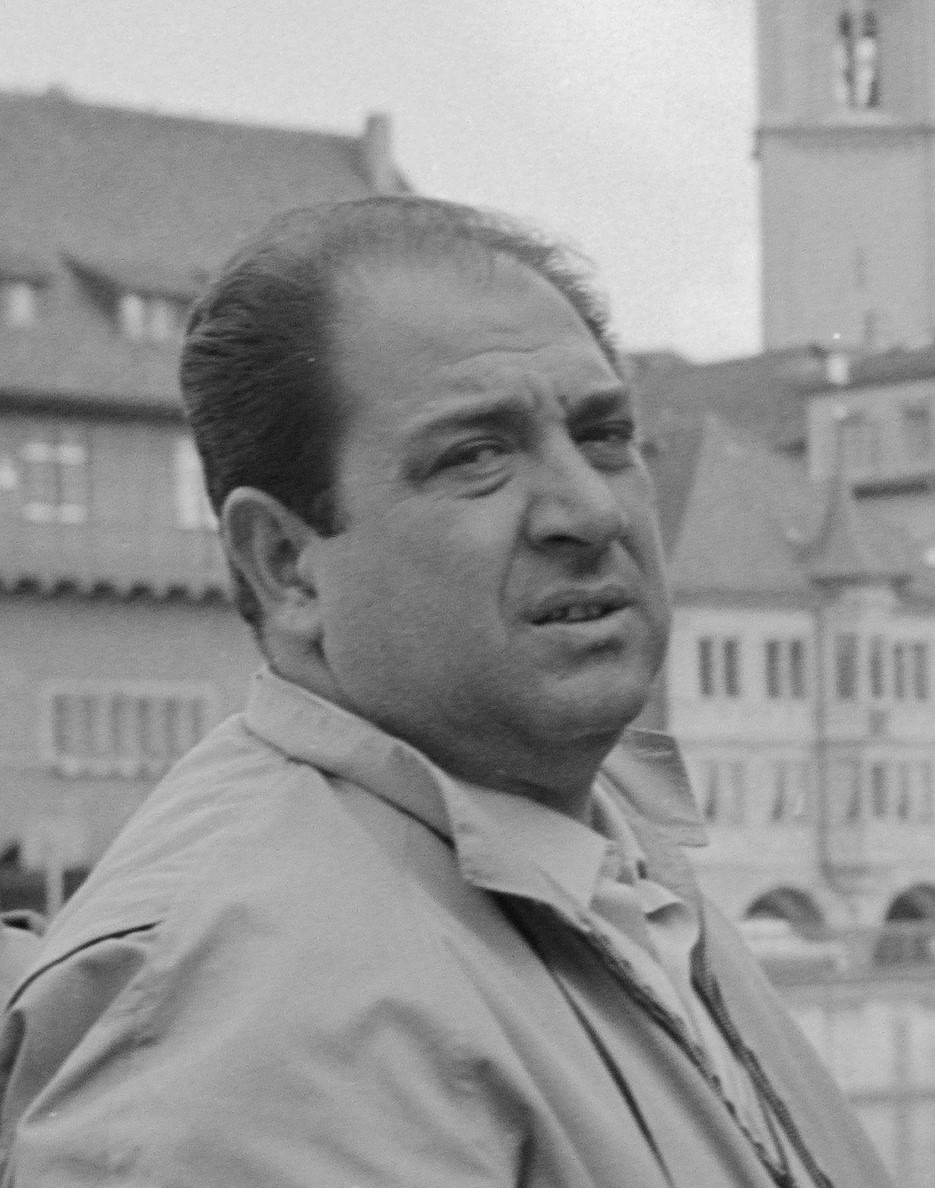
Enzo Barboni (1922–2002)

- Barboni, Leonida (1909–1970), italienischer Kameramann
- Barboo, Luis (1927–2001), spanischer Schauspieler
- Barbořík, Jiří (* 1972), tschechischer Fußballspieler
- Barborková, Šárka (* 1985), tschechische Volleyballspielerin
- Barbosa Aguiar, Otávio (1913–2004), brasilianischer Geistlicher, römisch-katholischer Bischof von Palmeira dos Índios
- Barbosa Da Silveira, Francisco Domingo (1944–2015), römisch-katholischer Bischof
- Barbosa de Souza, Elierce (* 1988), brasilianischer Fußballspieler
- Barbosa de Souza, Vinícius Goes (* 1991), brasilianischer Fußballspieler
- Barbosa Gonçalves, José (1860–1940), brasilianischer Politiker
- Barbosa Leite, Higor Rodrigues (* 1993), brasilianischer Fußballspieler
- Barbosa Martins, Eugênio (* 1960), brasilianischer römisch-katholischer Ordensgeistlicher, Bischof von São João da Boa Vista
- Barbosa Medeiros, Poliana (* 1991), brasilianische Fußballspielerin
- Barbosa Mendanha, Diogo (* 1992), brasilianischer Fußballspieler
- Barbosa Nunes Filho, Gilberto (* 1989), brasilianischer Fußballspieler
- Barbosa Santos, Saymon (* 1993), brasilianischer Beachvolleyballspieler
- Barbosa, Adão Soares, osttimoresischer Diplomat
- Barbosa, Adoniran (1910–1982), brasilianischer Komponist, Schauspieler und Sänger
- Barbosa, Agostinho (1589–1649), portugiesischer Kleriker, Kanonist, Romanist, Lusitanist und Lexikograf
- Barbosa, Aires de Figueiredo (1470–1540), portugiesischer Humanist, Gelehrter und Hochschullehrer
- Barbosa, Alves (1931–2018), portugiesischer Radrennfahrer
- Barbosa, Amaro (1937–2010), brasilianischer Fußballspieler und -trainer
- Barbosa, André (* 2000), schweizerisch-portugiesischer Fußballspieler
- Barbosa, Anggisu (* 1993), osttimoresischer Fußballspieler
- Barbosa, Antônio (1911–1993), brasilianischer Ordensgeistlicher und römisch-katholischer Erzbischof von Campo Grande
- Barbosa, Beto (* 1955), brasilianischer Lambada-Sänger und Komponist
- Barbosa, Cândido (* 1974), portugiesischer Radrennfahrer
- Barbosa, Cássio (* 1983), brasilianischer Fußballspieler
- Barbosa, Cédric (* 1976), französischer Fußballspieler
- Barbosa, Cristiano (* 1976), brasilianischer römisch-katholischer Geistlicher, Weihbischof in Boston
- Barbosa, Dario (1882–1965), brasilianischer Sportschütze
- Barbosa, Duarte († 1521), portugiesischer Forscher und Schriftsteller
- Barbosa, Euclydes (1909–1988), brasilianischer Fußballspieler
- Barbosa, Evandro Amorim (* 1992), brasilianischer Schachspieler
- Barbosa, Gabriel (* 1996), brasilianischer FußballspielerGabriel Barbosa (* 1996)

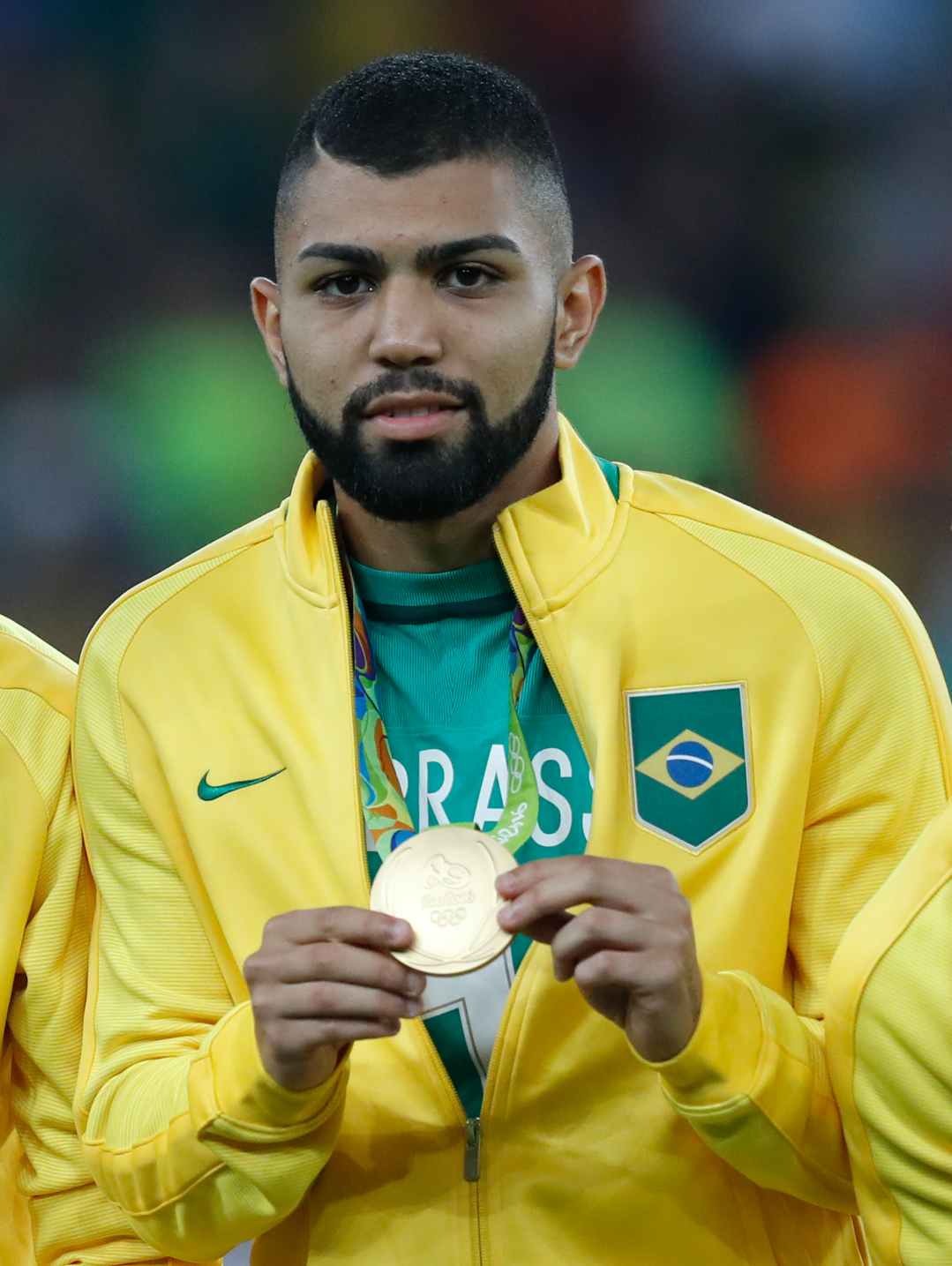
Gabriel Barbosa (* 1996)

- Barbosa, Hélder (* 1987), portugiesischer Fußballspieler
- Barbosa, Irani (1950–2020), brasilianischer Politiker
- Barbosa, Jade (* 1991), brasilianische Turnerin
- Barbosa, João (* 1975), portugiesischer Automobilrennfahrer
- Barbosa, João Tamagnini de Sousa (1883–1948), portugiesischer Militär und Politiker
- Barbosa, Joaquim (* 1954), brasilianischer Jurist und Richter
- Barbosa, Jorge (1902–1971), kap-verdischer Schriftsteller
- Barbosa, José Carlos (* 1964), brasilianischer Politiker
- Barbosa, José Celso (1857–1921), puerto-ricanischer Mediziner, Soziologe und politischer Führer
- Barbosa, José Luíz (* 1961), brasilianischer Mittelstreckenläufer
- Barbosa, Lauro Sérgio Versiani (* 1959), brasilianischer Geistlicher, römisch-katholischer Bischof von Colatina
- Barbosa, Leandro (* 1982), brasilianischer Basketballspieler
- Barbosa, Leo Sanchez, US-amerikanischer Animator
- Barbosa, Lucas (* 1996), brasilianischer Fußballspieler
- Barbosa, Luciano (1976–2008), brasilianischer Squashspieler
- Barbosa, Marcia (* 1960), brasilianische Physikerin und Hochschullehrerin
- Barbosa, Maria Eduarda (* 2003), brasilianische Hochspringerin
- Barbosa, Mariano (* 1984), argentinischer Fußballspieler
- Barbosa, Moacyr (1921–2000), brasilianischer FußballtorhüterMoacyr Barbosa (1921–2000)

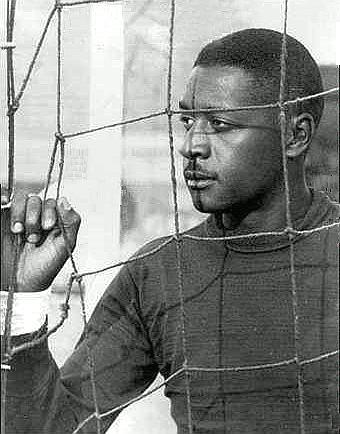
Moacyr Barbosa (1921–2000)

- Barbosa, Moisés Roberto (* 1995), brasilianischer Fußballspieler
- Barbosa, Olímpia (* 1995), portugiesische Leichtathletin
- Barbosa, Pedro (* 1970), portugiesischer Fußballnationalspieler
- Barbosa, Rafael (1924–2007), guinea-bissauischer Widerstandskämpfer der PAIGC
- Barbosa, Raymundo Rodrigues (1875–1968), brasilianischer Generalmajor und Politiker
- Barbosa, Rodrigo (* 1988), brasilianischer Rennfahrer
- Barbosa, Ronielson da Silva (* 1995), brasilianischer Fußballspieler
- Barbosa, Ruy (1849–1923), brasilianischer Schriftsteller, Jurist und Politiker
- Barbosa, Suzi (* 1973), guinea-bissauische Politikerin
- Barbosa, Vera (* 1989), portugiesische Leichtathletin
- Barbosa-Lima, Carlos (1944–2022), brasilianischer Gitarrist, Arrangeur und Hochschullehrer
- Barbot de Marny, Nikolai (1829–1877), russischer Geologe und Bergbauingenieur
- Barbot, Marie Étienne de (1770–1839), französischer Lieutenant-général
- Barboteu, Georges (1924–2006), französischer Hornist und Komponist
- Barbotin, Pierre (1926–2009), französischer Radrennfahrer
- Barbou des Courières, Gabriel (1761–1827), französischer General
- Barbou, Pierre-Louis (* 1732), französischer katholischer Priester
- Barbou, Regnaut († 1298), Prévôt de Paris, Bailli von Montlhéry und Rouen
- Barbour, Dave (1912–1965), US-amerikanischer Jazzgitarrist
- Barbour, Dick (* 1940), US-amerikanischer Automobilrennfahrer
- Barbour, Elytte (* 1991), US-amerikanischer Massenmörder
- Barbour, Erwin H. (1856–1947), US-amerikanischer Geologe und Paläontologe
- Barbour, Haley (* 1947), US-amerikanischer Politiker der Republikanischen Partei
- Barbour, Henry E. (1877–1945), US-amerikanischer Politiker
- Barbour, Ian Graeme (1923–2013), US-amerikanischer Wissenschaftsphilosoph und Theologe
- Barbour, James (1775–1842), US-amerikanischer Politiker
- Barbour, John († 1395), schottischer Archidiakon, Dichter
- Barbour, John S. (1790–1855), US-amerikanischer Politiker
- Barbour, John S. junior (1820–1892), US-amerikanischer Politiker
- Barbour, Julian (* 1937), britischer Physiker
- Barbour, Lucien (1811–1880), US-amerikanischer Jurist und Politiker
- Barbour, Mary (1875–1958), schottisch-britische politische Aktivistin, Stadträtin, Bailie und Magistrate
- Barbour, Miranda, US-amerikanische Serienmörderin
- Barbour, Nelson Homer (1824–1905), US-amerikanischer Prediger, Gründer der Age to Come Adventists
- Barbour, Neven, neuseeländischer Squashspieler
- Barbour, Philip Pendleton (1783–1841), US-amerikanischer Jurist und Politiker
- Barbour, Roger W. (1919–1993), US-amerikanischer Wirbeltierzoologe, Herpetologe, Naturforscher und Naturfotograf.
- Barbour, Thomas (1884–1946), US-amerikanischer Herpetologe
- Barbour, Walworth (1908–1982), US-amerikanischer Diplomat
- Barbour, William Warren (1888–1943), US-amerikanischer Politiker
- Barboux, Henri (1834–1910), französischer Rechtsanwalt und Mitglied der Académie française
- Barboza, Andrés (* 1994), uruguayischer Fußballspieler
- Barboza, Diego (* 1991), uruguayischer Fußballspieler
- Barboza, Fernando (1964–2014), uruguayischer Fußballspieler und Trainer
- Barboza, Jonathan (* 1990), uruguayischer Fußballspieler
- Barboza, Mário Gibson Alves (1918–2007), brasilianischer Diplomat und Außenminister
- Barboza, Matías (* 1993), uruguayischer Fußballspieler
- Barboza, Raúl (* 1938), argentinischer Akkordeonist
- Barboza, Santiago (* 1989), uruguayischer Fußballspieler

### Barbr
- Barbré, Rudolf (1907–1997), deutscher Bauingenieur
- Barbrook, Richard (* 1956), britischer Akademiker an der University of Westminster

### Barbu
- Barbu, Alexandru (* 1987), rumänischer Skirennläufer
- Barbu, Eugen (1924–1993), rumänischer Schriftsteller, Journalist, Übersetzer und Politiker
- Barbu, Ildiko (* 1975), rumänische Handballspielerin und -trainerin
- Barbu, Ion (1895–1961), rumänischer Schriftsteller und Mathematiker
- Barbu, Ion (1938–2011), rumänischer Fußballspieler
- Barbu, Marian (* 1988), rumänischer Fußballschiedsrichter
- Barbu, Marin (* 1958), rumänischer Fußballspieler und -trainer
- Barbu, Natalia (* 1979), moldauische Sängerin
- Barbu, Ștefan (1908–1970), rumänischer Fußballspieler
- Barbu-Bucur, Sebastian (1930–2015), rumänischer Byzantinologe, Theologe, Hochschullehrer und Komponist
- Barbuiani, Patrizia, Schweizer Schauspielerin, Regisseurin und Schriftstellerin
- Bărbulescu, Andrei (1909–1987), rumänischer Fußballspieler
- Bărbulescu, Bianca (* 2003), rumänische Tennisspielerin
- Bărbulescu, Ilie (1957–2020), rumänischer Fußballspieler und -trainer
- Bărbulescu, Liliana (* 1982), rumänische Leichtathletin
- Bărbulescu, Mihai (* 1947), rumänischer Althistoriker und Klassischer Archäologe
- Bărbulescu, Nineta (* 1968), rumänische Diplomatin und Botschafterin
- Bărbulescu, Vasile (1926–1991), rumänischer Politiker (PCR)
- Bărbulețiu, Tiberiu (* 1963), rumänischer Politiker und MdEP für Rumänien
- Barbullushi, Adrian (* 1968), albanischer Fußballspieler
- Barbulowa, Sika (* 1951), bulgarische Ruderin
- Barbura, Iris (1912–1969), rumänisch-deutsch-amerikanische Tänzerin, Choreografin und Tanzpädagogin
- Barburski, Kazimierz (1942–2016), polnischer Degenfechter
- Barbuscak, Kristian (* 1977), slowakischer Fußballspieler
- Barbuscia, Lisa (* 1971), US-amerikanische Schauspielerin und Musikerin
- Barbusse, Henri (1873–1935), französischer Politiker und Schriftsteller
- Barbuti, Ray (1905–1988), US-amerikanischer Sprinter und Olympiasieger
- Barbuy, Amílcar (1893–1965), italienisch-brasilianischer Fußballspieler und -trainer
- Barbuy, Beatriz (* 1950), brasilianische Astrophysikerin und Hochschullehrerin

### Barby
- Barby, Adalbert von (1820–1905), preußischer General der Kavallerie
- Barby, Andreas von (1508–1559), dänischer Politiker und Bischof von Lübeck
- Barby, Friedrich von (1801–1871), preußischer Generalmajor
- Barby, Henrik (* 2007), deutscher Florettfechter
- Barby, Johann Heinrich Christian (1765–1837), deutscher Lehrer und Klassischer Philologe
- Barby, Lanny (* 1981), kanadische PornodarstellerinLanny Barby (* 1981)

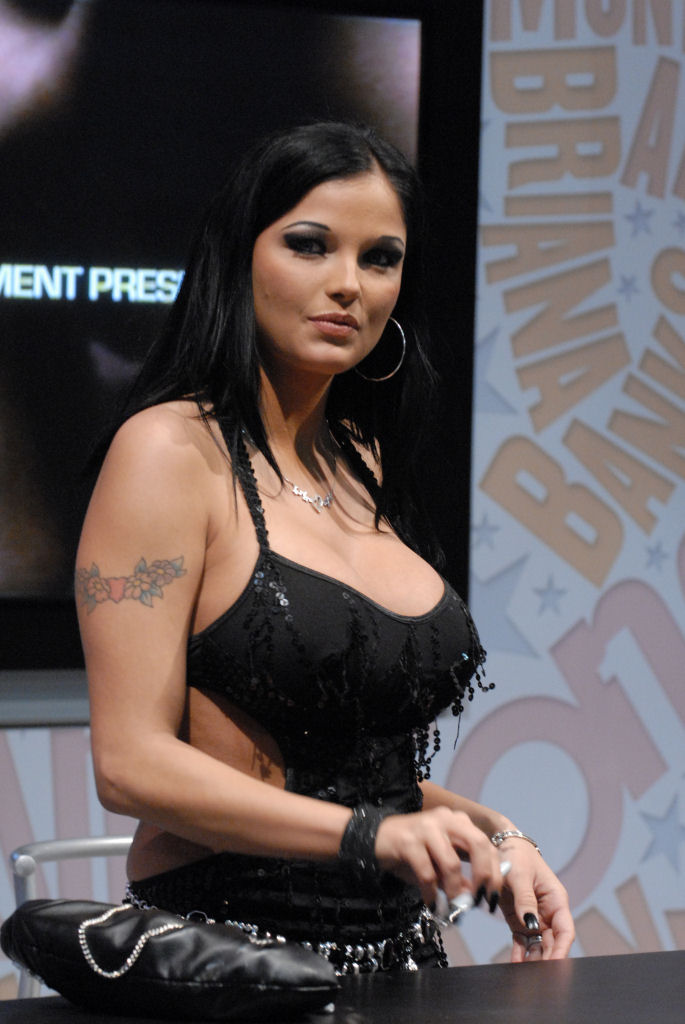
Lanny Barby (* 1981)

- Barby, Levin von († 1774), preußischer Landrat
- Barby, Reinhard (1887–1974), deutscher Natur- und Heimatforscher
- Barby, Rudolf von (1821–1906), preußischer Generalleutnant
- Barby, Wilhelm von (1795–1883), preußischer Generalleutnant